# Killer7
『killer7』（キラーセブン）は、グラスホッパー・マニファクチュア（以下ghm）が開発し、カプコンより2005年に発売されたニンテンドー ゲームキューブおよびPlayStation 2用アクションアドベンチャーゲーム。メーカー側のジャンル呼称は「多層人格アドベンチャー」。

## 概要
超人的な能力を持つ殺し屋集団「killer7」を主人公として、怪物的テロリスト集団「笑う顔」との戦いを描くアクションアドベンチャーゲーム。主人公は多重人格で、各人格が異なる能力を持つ。ディレクター須田剛一の作家性が強く出た作品である。難解で謎めいたストーリーやスタイリッシュなキャラクター造形、トゥーンレンダリングを用いたクールな映像表現が特徴。
ゲームシステムは主にサードパーソン・シューティング形式で、リアルタイムの戦闘とマップ移動、およびマップ上でのアイテムの取得や謎解きによって進行する。須田剛一のghmでの過去作『シルバー事件』『花と太陽と雨と』と比較して格段にアクション性が強い作りとなっている。
独特の端的なセリフ回しと人を食ったようなユーモア、残酷表現や性描写などショッキングな演出といった、須田剛一作品に共通する要素は本作にも強く現れている。特に暴力表現や性描写などの過激な表現のためCEROレーティングで18歳以上対象（コンテンツアイコン「セクシャル」）とされた（2006年6月からはレーティング方針の改定により「CERO：Z（18才以上のみ対象）（コンテンツアイコン「暴力」）」へと変更されている）。ハードメーカーのレーティング基準の違いにより、GC版で描かれた虐待的な性行為の演出やグロテスクな傷痕の描写、性的な言語表現等が日本版PS2版では隠蔽あるいは控えめな表現へと変更されている（海外ではPS2版もGC版と同様）。
タイポグラフィの扱いには徹底したこだわりが貫かれており、常時アニメーションで蠢き続ける文字群、状況によって使い分けられた特徴的な書体などに顕著である。各章ごとにイベントの絵柄が変わる。また本作ではメッセージの大半に片仮名のルビが振られており、このルビに当て字を多用することによって生まれる独自の言語感覚がテキストの大きな特徴となっている。特に常用された「殺る」と書いて「トる」と読ませる表現は、「殺」の文字が（この字である限りおよそ無差別に）常に出血を思わせる赤文字のアニメーションで表現されている。同種のアニメーション処理は他に「死」の字にも使われた。
ghmサウンドチームの高田雅史（メイン）と福田淳（サポート）による、本ゲームのBGMを収録したオリジナルサウンドトラック『killer7 original sound track』がサイトロン・デジタルコンテンツより発売されている。
2002年11月4日の制作発表時点では、カプコンのゲームキューブ独占新作5タイトルのうちの1つという位置付けであり、PS2での発売は予定されていなかった。発表当初は2003年冬発売予定であったがその後延期され、2005年6月にPS2版との同時発売へと予定変更され、同年6月9日に発売に至っている。
北米版は2005年7月7日、ヨーロッパ版は同年7月15日に発売。北米版では音声が元々英語だったためムービーやイベントシーンでテロップ表示されるテキストが省略されている。ghm作品では初の日米欧の世界的リリース作品であり、特に北米・ヨーロッパ圏で多くの賞を受賞している（詳細は受賞歴の節参照）。
宗教学者の内藤理恵子は、本作を「ポストモダンの自己像の表現として最上級の芸術」と高く評価している。本作はテレビのチャンネルを変えるように主人公の人格を切り替えるというシステムであるが、内藤曰く、このシステムは「『イカれてるよ、コレ』と思うのだが、 ポストモダンにおける自己像もイカれているので、この表現は非常に腑に落ちる」のだという。各章ごとにゲームのイベントの絵柄が変わり、各人格のキャラクターも各章のストーリーもバラバラのようで、完全に独立している訳でもなく、「データベース的な自己から各章ごとにキャラを呼び出している 」と表現できる作品であると述べている。
2018年11月16日にNIS AmericaよりSteamにて配信された。Steam版はCG版をベースにリマスター化したものであり、配信開始から6年後の2024年10月26日には大型アップデートによって更なる解像度の向上やシステムの改良が行われた。

## 主なスタッフ
- 須田剛一（監督、脚本、ゲームデザイン、原案）
- 三上真司（製作総指揮、原案）
- 小林裕幸（プロデューサー）
- 川上智（メインプログラム、戦闘プログラム）
- 渡辺和寿（システムプログラム、イベントプログラム）
- 松崎昇（イベントプログラム、装飾プログラム）
- 山田巧（エフェクトプログラム）
- 佐藤慎也（イベントプログラム、メニュープログラム）
- 藤田至一（プログラム監修）
- 石坂明彦（ビジュアル監督、背景モデリング）
- 岸井一（背景モデリング）
- 木村俊行（背景モデリング）
- 北山克典（背景モデリング）
- 谷脇邦彦（人物モデリング）
- 山本広人（パス編集）
- 高田雅史（音楽監督、作曲）
- 福田淳（音響効果）
- 大原晋作（翻訳）
- 笹川晋弘（企画進行）
- 藤川敏浩（助監督）
- 久保寺良一（企画助手）
- 三宅拓巳（キャラクターデザイン）
- XEBEC（「落日」「分身」アニメムービー）
- デジタル・フロンティア（「雲男」アニメムービー。製作はunit9）

## ゲームシステム

### ゲームの流れ
ゲームは全11話で構成される。各話はおおむね主人公の1人であるガルシアン・スミスが何らかの依頼を受ける所から始まる（ただしこの依頼は物語の進行上、最終的に果たされない、あるいは別の目的にすり替わる場合が多い）。プレイヤーはこの依頼を遂行するために、マップ上を移動しボスキャラクターの居場所まで進むことになる。マップの随所に（いわゆる雑魚キャラとして）「笑う顔」が登場し、プレイヤーキャラクターにダメージを与えようとするため、プレイヤーは逐次これを「殺（ト）り」（倒し）、あるいは回避しなければならない。
マップ上では「羈絆門（キハンモン）」や仕掛けがプレイヤーの行動範囲を制限しているため、これらを解除するためのアイテムを謎解きや特殊能力の利用によって入手しなければならない。羈絆門はマップの中途に存在するいわゆる中ボスの居所であり、入手した「魂弾（タマタマ）」を門番に渡すことで羈絆門の通過が可能となり、中ボスを倒すことでマップのより先へ進むことが可能になる。またマップ上で手に入る「微妙な造形物（アイテム）」や「指輪（リング）」が、主にマップ中の障害物を通過するために使用される。
マップ中には「ハーマン部屋」と呼ばれる特殊な空間が点在し、ここでゲームデータのセーブやプレイヤーキャラクターのレベルアップを行なうことができる。また、マップの各所には「残留思念」が点在しており、これらのメッセージが謎解きやストーリーの理解のヒントとなる。
マップ上の特定の地点に到達すると、自動的にデモシーンが再生されストーリーが進行する。デモシーンは意図的に章ごとに画風を変化させることがある。最終的にボスキャラクターと戦いこれを殺ることで、デモシーンを経由してその回は終結する。

### 人格
プレイヤーキャラクターである「スミス同盟」は、スミス姓を持つ8種類の「多層人格」によって構成されている。多層人格はいわゆる多重人格とは異なる一種の超能力で、人格交代によってその身体も変身するのが特徴である。
ゲーム中では、一部のイベントを除く任意の場面で人格を交代できる。ただし各話の開始直後は多くの人格が休眠状態にあるため、一定数の「笑う顔」を殺るか、「黄×黒」のミクロスマイルを殺って人格を覚醒させる必要がある。各人格はそれぞれ異なる特殊能力を持ち、攻撃方法や操作性にも差異があるため、状況に応じた使い分けが要求される。
スミス同盟の最上位にあるハーマン・スミスには、イベント上の強制的な交代でしか人格交代できない。また、交渉と「死体回収」を役割とするガルシアン・スミスは、ストーリー上の必要または他の人格の死亡の際に強制的に交代される。死亡した人格をガルシアンが回収すれば「蘇生」できるが、ガルシアンが死ぬと「絶命」（ゲームオーバー）となる。ガルシアン自身はゲーム進行のための指輪やアイテムを利用する事もできないため、イベント時以外の主要なゲーム進行はハーマンとガルシアンを除く下位人格の6人で行う事になる。

### 移動
本ゲームの移動システムはサードパーソン・シューティングゲームというよりはアーケードのガンシューティングゲームに非常に近い体裁をとっており、予め決められた分岐点（ジャンクション）以外での方向転換は認められていない（180度の反転を除く）。プレイヤーが移動ボタンを押し続ける間、プレイヤーキャラクターは決められたルートに沿ってジャンクションまで移動し続ける。ジャンクションでは主に2〜3程度の選択肢の中から進路を選択し、そこからは再びルートに沿った移動が始まる。
本作ではこの限定的なシステムにより、移動中の映像も常に製作者の意図通りの構図・カメラワークで表示している。また移動方向のアナログ的なブレが減ることによって、このゲーム独特のハイテンポなリズムが形成されている。
カメラの構図がシステム側に委される弊害として、移動する敵キャラクターが地形や自キャラクターに遮られて見えなくなることが挙げられるが、このゲームの場合敵は出現の際にプレイヤーの注意をひく笑い声を発し、また攻撃時は画面が三人称視点から一人称視点にシフトするため目立った問題にはなっていない。

### 戦闘
敵である「笑う顔」の大半は「都市迷彩」（その定義は定かではないが、ゲーム中では光学迷彩状に表現される）を備えるため、出現時はほぼ透明に映り目視は困難である。多くの場合プレイヤーは「笑う顔」の笑い声を聴くことでその存在を知覚する。
ボタン操作で攻撃態勢をとり（この時点で画面が一人称視点に切り替わる）「索敵」することで光学迷彩は無効化される。この状態で目視により照準を合わせ射撃することで「笑う顔」にダメージを与える。
「笑う顔」の体の特定部分に重大なダメージを与える（「部位破壊」）と「薄い血」及び「濃い血」（後述）が手に入る。また「笑う顔」にはそれぞれ「腫瘍」と呼ばれる弱点があり、この部位を攻撃すると一撃で駆除しより多くの血液が獲得する。連続で腫瘍を撃ち抜いて殺ることで、血液の採取量は更に増える。
入手した「薄い血」は、体力回復や特殊攻撃のリソースとして使われるが、「濃い血」はストックされた後ハーマン部屋において「血清」として精製され、プレイヤーキャラクターのレベルアップのために消費される。だが精製される血清の量にはステージごとに上限値が設定されているため、プレイヤーはどの人格に血清を配分するか効率を考える必要がある。
なお「薄い血」「濃い血」双方とも、ステージ終了ごとにストックはリセットされるが、「血清」のストックはプレイヤーキャラクターの育成と同様に、以降のプレイに持ち越される。

### モード
初期状態ではプレー開始時に、「敢闘」と「死闘」の2モードから難易度を選択できる。なお、ゲーム途中の難易度変更は一切不可能であるため、別のモードでのプレイを開始すると必ずプレイヤーキャラクターの育成はリセットされる。
「敢闘」では「笑う顔」の体力が低い上に、索敵するだけで自動的に腫瘍に照準が合う（「クリティカルロックオン」が最初から有効である）ため、アクションの難易度は低い。またマップ画面に直接的なヒントが表示される、回収できる血液・血清の上限値が高い等、プレー進行が簡単になる設定となっている。一方「死闘」では索敵しただけでは腫瘍の位置は分からず、（キャラごとに全ステータスが一定レベルになるまで）クリティカルロックオンも行なわれない。腫瘍は照準が腫瘍の位置に合った時に初めて表示されるため自力で探さねばならない。
『Hand in killer7 -Kill the past, Jump over the age.-』（以下Hand in killer7）においてディレクター須田剛一は、本来「死闘」モード級の難易度がゲームとして妥当であると考えていたが、三上真司プロデューサー（カプコン）のアドバイスによってかなり簡単な「敢闘」モードの難易度調整に至ったと述懐している。
ゲームを一度クリアすると、隠し要素として別タイトル扱いの「Killer8」が解禁される。難易度が「血闘」のみとなるこのゲームモードでは、「笑う顔」の体力が多く一切腫瘍の位置が目視できない・移動速度が早く腫瘍が一切目視できない・ほぼ全ての人格が一撃死するなど敵が非常に強化される。所持できる「薄い血」も上限値が低く定められているうえに、また精製できる血清量も非常にタイトなため、レベルアップには緻密な計画性が求められる。これらの理由からクリアは困難を伴うものの、特別に交代できる多層人格として、若き日のハーマン・スミスの姿である通称「ヤング・ハーマン」が選択できる。
「Killer8」をクリアすると、さらに隠し要素である「Hopper7」がプレイできる。難易度は「蝗闘」で、ヘヴンスマイル・ランニングスマイルの代わりに、ghmのシンボルマークを模した）バッタの着ぐるみを着た「ホッパーマン」が敵となるパロディ的なゲームであるが、「Hopper7」で遊べるのは序章「天使」のみである。「Killer8」同様に腫瘍の位置が目視できない設定になっているが、主要な敵であるホッパーマンがきわめて弱く腫瘍の目視の必要性が薄いため、難易度自体は低い。

## 物語
ストーリーはkiller7とその旧敵である魔人クン・ラン（及びその配下である「笑う顔」）との対立を中心に、近未来の日本と合衆国間の政治的駆け引きや国家的陰謀を横軸として複雑に展開する。
現実と内的世界とが混然となった表現や、意図的な説明の省略、プレイヤーに対するミスリードなどが頻発するきわめて難解な構成となっており、物語全体の完全な読解は困難である。この点についてプロデューサーの小林裕幸は攻略本『キラー7 オフィシャルコンプリートガイド』（以下コンプリートガイド）のインタビューにおいて、この物語は理解するよりも感じるべきものであり、プレイヤー各人が自分なりの解釈をすべきとの見方を示している。
また作中で多くの伏線が回収され物語として完結する一方、ゲーム発売の約2ヶ月後に発売された公式「副読本」こと『Hand in killer7』では、ゲーム内の物語がより大きな物語全体の一部でしかなく、ゲーム中で判明したと思われた事実にも異なる裏の面があったことが示唆されるという複層的な構造になっている。『Hand in killer7』では劇中の矛盾点や説明が省略された設定のフォローが多く行なわれているが、反面同書の記述からは解消されない疑問点、新たに提示された謎も多い。巻末のインタビューの中で須田剛一自身は、『Hand in killer7』で語られているストーリーが事実であり、解釈の正解も存在するとしつつも、その真実はプレイヤー自身が探すべきものであると発言している。

### ストーリー
TARGET:00「天使」
多目的施設“セルティック”の乱戦 NEWORDER:NO.33 “笑う顔”本陣壊滅依頼及び、首領の生け捕り
killer7は、多目的施設ビルを占拠した「笑う顔」の殲滅とその首領の捕獲を依頼される。突入したその施設内では既に「笑う顔」が増殖し生存者は絶無となっていた。killer7はこの施設における「笑う顔」のリーダー格「天使」と遭遇するが、その背後には死んだはずの宿敵、クン・ランがいた。
物語の導入部。ストーリー全体から複雑な要素を極力削り、「笑う顔」やクン・ランとの対決にテーマを絞ってバイオレンスアクションを重点的に描いている。ただし伏線としてこの章にも鳩書簡がどこかに配置され、トラヴィスが「エミール」という謎の人物に言及している事は注目すべき要素である。
TARGET:01「落日」
懐石料亭“フクシマ”の決戦 NEWORDER:NO.34 トオル・フクシマ総裁抹殺依頼
突如、日本に向けて200発のミサイルが発射された。合衆国には安全保障条約に従いミサイルを迎撃する義務があったが、時を同じくして日本政府与党「国連会」総裁トオル・フクシマが合衆国に対し強硬政策に出る。支援国の域を逸脱し力をつけすぎた日本の姿を目の当たりにし、合衆国は「花火」（ミサイル迎撃）の実行に躊躇せざるを得ない。合衆国は国連会の翻意を迫るため、また日本を弱体化させるためにkiller7にフクシマの暗殺を依頼する。その背景にはフクシマが持つとされる世界情勢を変える力を持つ論文「八雲当時内閣政策論」の存在があり、密かに「八雲」を処分しようとする思惑も隠れていたのだ。
フクシマがオーナーを務めるワシントンD.C.の「料亭フクシマ」に突入するkiller7だが、フクシマを狙うのはkiller7だけではなかった。フクシマの対立路線をよしとしない日本政府野党第一党「自民会」。フクシマの対立路線を利用し日本を世界から孤立させることにより花火の阻止に持ち込み、転覆する日本の利権と「八雲」を奪取するという一石二鳥を狙う国際機構「国際倫理機関」。そして合衆国政府を背景に持つkiller7との三つどもえの構図となる。フクシマは自民会から放たれた暗殺者ジュリア・キスギによって抹殺されるが、「八雲」は国際倫理機関の諜報員、ジャン・デポールによってどこかに持ち去られる。
国際情報交流法治区“角ビル”の騒乱 NEWORDER:NO.35 諜報員ジャン・デポール抹殺依頼
ミサイル迎撃のタイムリミットが迫る中、killer7は自民会の情報屋ヒロ・カサイからジャン・デポール殺害の依頼を受け、各国のシンジケートが密かに雑居する「国際法治区域」角ビルに向かう。角ビルでは合衆国と日本それぞれの代表による保障条約とミサイル迎撃の行く末をめぐる会談が行われていた（フクシマ死亡による混乱の末、日本代表には野党自民会議員が出席している）。デポールは両国代表を暗殺し両国の融和を阻止するヒットマンとして送り込まれていたが、この時点で既に日本はその利権を求める周辺国家によって国際社会から孤立させられており、デポールの到着を待たずして会談は決裂。日本はミサイルの雨に晒される。
一方killer7のあずかり知らぬ所で、フクシマを失った国連会では長老のクラハシ・ヒロヤス、アキバ・シンヤらが最後の若手実力者、統括本部長マツオカ・ケンジロウ（通称マツケン）に世代交代を迫っていた。この場に突如現れたクン・ランは未だ男になりきれないマツケンを「神の手」で覚醒させ、クラハシとアキバは「笑う顔」と化した真の姿を明らかにする。
プリレンダシーンがセルアニメーションで描かれる一つの章。「天使」から一転し、きわめて混迷した政治的駆け引きが本筋の暗殺行と平行して語られる。特にゲーム中は各組織の立場や思惑の多くが省略されて描かれており混乱を呼ぶ。この章で語られる日本の転覆、そして謎のテキスト「八雲」という要素は物語を通じて重要な意味を持つことになる。
TARGET:02「雲男」
新興理想都市“ウルメイダインターシティ”の波乱 NEWORDER:NO.36 起業家アンドレイ・ウルメイダ捜索依頼
正体不明の起業家アンドレイ・ウルメイダがガルシアン・スミスを挑発し呼び寄せる。テキサス州に向かったkiller7が着いた町、ウルメイダインターシティはウルメイダのカリスマの下に奇怪なコミュニティを形成していた。
ウルメイダが会長を務める「ファーストライフ」は実体の無いペーパーカンパニーであり、その名の下に構築されたウルメイダインターシティはウルメイダの実験場、そして同時に軍の監督下に置かれた軍用都市でもあった。ウルメイダは潜在的な「笑う顔」となっており、killer7に自分の駆除を依頼する。これこそがウルメイダの目的であった。
ここまで常にどこかいかがわしさを漂わせていた舞台をテキサスの明るい陽光の下に転じ、一見清潔で平和な理想都市での銃撃行を描くというシニカルなユーモアに満ちた異色の章。作中でもたびたび馬鹿にされるウルメイダの極端なアフロヘアーとそれをさらに強調する変身後の姿、ジョギングで道行く健康的な「笑う顔」ウルメイダスマイルなど、敵方までもがコミカルに描写されている章だが、その背景として描き出される都市のいびつな姿にはシリアスな狂気が秘められている。

TARGET:03「邂逅」
遊園地“ISZKLAND”の悪行 NEWORDER:NO.37 同業者カーティス・ブラックバーン暗殺依頼
ダン・スミスのかつての殺しの師であり、ダンを殺した男でもある殺し屋、カーティス・ブラックバーンが移民局を襲撃し虐殺を行なう。移民局は元々カーティスとその部下ペドロの非合法な臓器売買マーケットの温床であり、裏切って市場を独占したペドロへの報復がこの虐殺行為であった。カーティスの暴走を受け、政府はkiller7にカーティス暗殺を依頼する。killer7はカーティスの隠れ家である遊園地「ISZK LAND（イシザカランド）」へ向かったが、カーティスの愛弟子アヤメ・ブラックバーンに遮られ取り逃してしまう。
潜伏地“カーティス邸”の凶行 NEWORDER:NO.37 同業者カーティス・ブラックバーン暗殺依頼
カーティスの怒りを買ったペドロは惨殺される。killer7はカーティスを追い、その私邸へ。途中、アヤメと遭遇し銃撃戦の末に殺害。私邸の隠れ部屋で行われた因縁深いダン・スミスとカーティスとの一騎討ちはダンの勝利に終わり、カーティスは自身の悪行の報いを受けて惨たらしく死ぬ。
スミス同盟の人格の1人ダン・スミスを実質的な主役に据え、その復讐劇を中心に描いた章。遊園地での数々の暢気なアトラクションや美少女戦士物アニメを思わせるアヤメ・ブラックバーンの口上など、人を食った演出が目立つ一方で、序盤のカーティスによる「笑う顔」と無関係な人間対人間の虐殺描写に始まり、彼の孤児・小児を対象とする誘拐や臓器売買、小児性愛、ネクロフィリアなど過激でインモラルな題材を多く扱っているのもこの章の特徴である。
TARGET:04「分身」
ドミニカ共和国“光と影の町”の迷走 NEWORDER:NO.38 コミック作家トレヴァー・パールハーバー密殺依頼
コミックヒーローの姿をした集団「ハンサムマン」がコミックでの予告通り、合衆国与党「民産党」の幹部を殺害した。これはコミック上のストーリーを現実化するという大手メディア「エレクトロ＆ライン社」の広告戦略の結果であった。事態を収拾するためコミック作家トレヴァー・パールハーバーの暗殺を依頼されたkiller7だったが、それすら察知していたかのようにコミック上では既にkiller7対ハンサムマンの戦いが予告されていた。
ドミニカ共和国、トレヴァーのアトリエでダンとハンサムブラックが激突。トレヴァーの慢心を快く思わない広告代理店の指示でハンサムブラックがトレヴァーを殺害、その後ハンサムブラックがダンによって殺害された後、スミス同盟とハンサムマンは戦いの場所を移すこととなる。
摩天楼“ブロードウェイ”の軍団対抗戦 NEWORDER:NO.39 匿名仕置戦隊ハンサムマン果死合
ニューヨークのブロードウェイを舞台に、ハンサムマンとスミス同盟の全員が集合し、格闘ゲームめいた1対1の決闘が始まる。最終試合の際、ガルシアンはゲーマーのラブ・ウィルコックスと出会い、ラブはトレヴァーを殺したエレクトロ＆ライン社への復讐を誓って画面上から消えた。ゲームのエンディング画面をクン・ランが消す。
戦隊ヒーロー物めいたヒーローチームが殺人事件を起こし、それ自体が広告代理店の集客戦略の一環であるという奇抜な設定から描かれた章。
ストーリー全体の流れとはほぼ無関係なエピソード。章後半にはさらに前後の脈絡を感じさせないきわめて分裂的な展開を見せ、単なる一挿話で終わらない文学性も持ち合わせる。ここで描かれる現実と非現実の境界が曖昧に描かれる世界観は次章「笑顔」の展開の先触れと言うこともできる。
なお、ディレクター須田剛一は『Hand in killer7』内のインタビューで、この章後半の決闘シーン以降の演出のモチーフを敬愛する『ストリートファイターII』に求めていると語っている。
TARGET:05「笑顔」
ホテル“ユニオン”の聖戦 NEWORDER:NO.40 国連会マツオカ・ケンジロウ密談計画
サマンサが「失踪」し、ハーマンもガルシアンの前から消える。日本与党国連会の唯一の幹部となったマツケンは、今や世界の日系移民の票を束ねる実力者となっていた。その中で、合衆国政府は日本との融和のためマツケンのもとにkiller7を派遣する。
killer7は向かったフィラデルフィアのホテル・ユニオンで、7つの階にある7つの魂弾を手に入れる。羈絆門を超えた先、マツケンがいる筈の最上階では謎の男2人が待っており、マツケンは既にホテルにいないという。
国立“コバーン小学校”の死闘 NEWORDER:NO.41 国家中枢部接触依頼
新しい情報屋を自称するリンダ・バーミリオンを通じ、killer7は合衆国の「システム」を見届ける依頼を受ける。向かった国立コバーン小学校では合衆国が選挙戦に秘めた陰謀と、謎の少年エミール・パークライナーの素性が明らかになる。コバーン小学校の校長ベンジャミン・キーンは大統領となる野望を胸に死に、文部省長官グレッグ・ナイトメアも合衆国との対立を選んだマツケンに首を縊られる。その後、killer7は「笑う顔」となったナイトメアと交戦するも、戦いの最中にナイトメアの切断された下半身から複数の真っ黒な「笑う顔」が現れ、ガルシアン以外の人格全てを道連れにして消滅する。ナイトメアの黄金銃でナイトメアに止めを刺したガルシアンがたった1人佇んでいた。
ホテル“ユニオン”の血戦 NEWORDER:NO.42 最後の依頼
最後の人格となったガルシアンはホテル・ユニオンに戻り、過去の事件の記憶を追体験する。ガルシアンは最上階にいた謎の男と再会し、自身の正体を知る。最上階よりさらに上の階に昇ったガルシアンは予期せざる来訪者となり、ホテルの屋上でエミール・パークライナーと対峙する。
実質的な最終章。住み慣れた世界観が崩壊していく序盤、謎に包まれたホテル・ユニオンでの戦いを経て、舞台はコバーン小学校へと移る。ここで国家的陰謀の謎が解かれていく様はスリリングであるが、物語はそこには収着せず再度ホテル・ユニオンに舞台を戻し、スミス同盟にまつわる謎の開示を以て衝撃的なクライマックスを迎える。前章に輪をかけて分裂的な演出と、ここに至るまでの様々な伏線が収斂してゆく脚本が見所となる。
またここで描かれている、組織的権力によって個人が管理され無自覚のうちにその存在を歪められる恐怖は、須田の過去作『シルバー事件』とも共通するテーマでもある。
TARGET:06「獅子」
北太平洋“戦艦島”の駆除 NEWORDER:NO.43 決着
3年後、最後の「笑う顔」を求め、ガルシアンは廃墟と化した日本の「戦艦島」へ向かう。その前に陣取ったマツケンはガルシアンに、日本の国際連合を利用した合衆国への報復をとるか、それとも合衆国の日本への止めの一撃をとるかの選択を迫る。その後ガルシアンは見知った戦艦島の内部に入り、最後の「笑う顔」を追い詰める。
100年後の上海、ハーマンとクンの新しい戦いが始まる。
前章で一旦完結した物語のエピローグとなる章。きわめて短いシナリオの中に数々のどんでん返しが配されており、物語は二転三転しつつ幕を閉じる。

### キーワード
killer7
作中では複数の意味を持つ。
1. ハーマン・スミスの下、多層人格で構成された暗殺実行部隊の俗称。作中では主にこの意味で用いられる。詳細はスミス同盟の節を参照。
2. 過去にホテル・ユニオンを中心に起きた連続殺人事件において、当時の捜査本部が名付けた犯人の通称。
3. 2の事件そのものを指した「戒名」（『Hand in killer7』より）。

多層人格
スミス同盟を構成する特殊能力。主人格の下に別の人格が構成されるという意味で解離性同一性障害によく似るが、人格を交代する際に肉体（服装など所持品も含む）・能力もその人格固有の物に変化する点において全く異なる、純粋な特殊能力である（かみ砕いて表現すれば他者に精神構造ごと変身する能力と言える）。
日本
本作で日本国をモデルとして描かれた国家。作中では「ニッポン」という読みで統一されている。本編当時の政府与党は国連会、野党第一党は自民会。第二次世界大戦での敗戦以後、合衆国の占領下から着実に独立・復興を果たしていた。
本編当時、国連会総裁トオル・フクシマは日本の充実した国力を背景に合衆国との関係の清算、具体的には安全保障条約の停止を視野に入れた独立政策を進めており、日本と合衆国との関係は悪化していた。「落日」の章において、保障条約を反故にした合衆国に見殺しにされる形でミサイルが日本の各主要都市に着弾、8000万人の死者を出す。この瞬間日本は実質的に崩壊し、以降は合衆国や欧州各国に利権を食い荒らされるのみとなる。
合衆国
本作でアメリカ合衆国をモデルとして描かれた国家。作中では「合衆国」としか呼ばれないが、登場する都市の地名や地図からこれがアメリカを指しているのは明らかである。
政府与党は民産党。政府野党は秘密裏にクン・ランと結託しており、民産党にダメージを与えるため移民局を通じてヘヴンスマイルの材料となる臓器をクン・ランに提供している。政府はkiller7に対し強いコネクションを持ち、事実上の政府の特殊機関として数々の依頼を行なっている。大統領選挙の背後には文部省を中心とする重大な陰謀が秘められており、「笑顔」の章において重要な意味を持つ。
東の大国
クン・ランが率いる国家の俗称。公式設定や『Hand in killer7』に俗称が登場するのみで、作中ではこの国家の存在が仄めかされることはない。唯一、最終章「獅子」において関連を匂わせる描写があるのみである。
八雲
正式名称「八雲当事内閣政策論」。戦後まもなく自民会（当時日本政府与党）の若手ら7人（当時トオル・フクシマも在籍していた）による「7人会」が作り出した政策論。世界を変える力を持ち、あるいは世界を支配しうる画期的な内容だったとされる。八雲の提出後ほどなく自民会により7人会は解体され、また八雲も自民会幹部により消失したとされるが、トオル・フクシマは原文あるいはコピーを持ち出していた。
「落日」の章における日本政府の切り札であり、合衆国や国際倫理機関にとって喉から手が出るほど欲しい文書。フクシマの所持していた八雲は国際倫理機関諜報員ジャン・デポールが奪取したが、その後マツケンの手に渡ったとされる。物語の数年前にアンドレイ・ウルメイダも八雲の一部を入手しており、それに伴いファーストライフ社を設立し一躍大立者となっている。
ハーマン部屋
マップ中に然るべき間取り・サイズを無視して点在する空間（劇中、工事用の仮設トイレの扉の中に存在する例がその最たるものと言える）。内部は壁紙が貼られた以外は簡素な部屋で、家具はテレビと椅子程度しか無い。また、時折謎の叫び声が聞こえることがある。部屋の中にはサマンサとイワザルがおり、ゲーム中は主にサマンサを介したセーブ、イワザルによるチュートリアル、テレビを用いた血液の精製・人格交替を行なう場所となる。
ほぼ同様の部屋は「ガルシアンの家」とされるトレーラーハウスにもあり、これもトレーラーハウス内部としては物理的に異常な広さで存在する。ここではハーマンが全身麻痺の老人として登場し、彼の介護をする学生アルバイトにサマンサが雇われているが、その仕事ぶりは虐待そのものである。ガルシアンは彼女を雇用している立場にあるが、虐待行為には無関心な様子しか見せない。一方、部屋のテレビをつけハーマンの人格を呼び出している間、サマンサとガルシアンは忠実な部下として彼の命に従う。
また最終章「獅子」にもハーマン部屋が大きく異なる姿で登場する。これらの異質性や内部で起こる不条理な事象は、物語を読み解く上で重要な意味を持っている。
鳩書簡
ゲーム中、特定の場所で伝書鳩から受け取る計8通のメッセージ。ジョニー・ギャノンから「エミール」という人物宛に送られた調査報告の形をとっている。その内容の大半はスミス同盟に関する調査であり、プレイヤーにとってはキャラクター紹介の意味を持つ。
伝書鳩の名前はボンドガールから、書簡の題名はバンド「ザ・スミス」の曲名から取られている。
羈絆門（キハンモン）
マップの中途に現れる特殊な空間。内部には「種本体（オリジナルズ）」と呼ばれる最新型の「笑う顔」が１体存在し、killer7の行く手を阻もうとする。ゲーム上ではいわゆる中ボスとの対戦場所であり、魂弾を集めこれを撃破しないかぎり先には進めない。
羈絆門は「罪人」によって管理されるクラブハウス様の出入口、右側の階段を上った先にある荒廃した広場「コロシアム」、その扉の先にある「種本体」が待つ長い通路から構成される。通路は元のマップの一部ようにも見えるが、本来のマップから隔てられており物理的にありえない配置と広さを持つ。また「種本体」を倒して羈絆門を出ると、以後羈絆門そのものは存在しなかったことになる。こうした不合理性について劇中ではほぼ完全に無視されているが、最終章「笑顔」においてそれに関連する描写は登場する。
指輪（リング）
スミス同盟の所持品。最初からガルシアンが所持している千里眼の指輪（ルックリング）と、他に劇中で入手する炎の指輪（ヒートリング）、水の指輪（ウォーターリング）、風の指輪（ウィンドリング）、体力の指輪（スタミナリング）、過去の指輪（パストリング）、力の指輪（アタックリング）の6本がある。千里眼の指輪はガルシアンの固定装備であり、他の6本はそれ以外の6人格の間で使い回される。千里眼の指輪は所持することで「笑う顔」を索敵する能力を持つもので、ガルシアンが所持している限り他の人格も同様に索敵が行なえる。炎・水・風・過去の指輪はゲーム中の謎解きに使われる（行く手を遮る炎を水の指輪の力で消す、等のように）。体力・力の指輪は装備中に防御力あるいは攻撃力が上昇する。
指輪は常にスージー・サムナーが口に銜えて現れ、これを同盟に渡す形で入手される。スージーの「コレ忘れ物でしょ？」という台詞や「-の指輪が舞い戻った」というメッセージ等から本来スミス同盟（あるいは人格のうち誰か）の物であった事が明白に示されているが、失われた経緯については明らかにされていない。
微妙な造形物（ビミョーなアイテム）
ゲーム中入手できるアイテム群。主に銀を思わせる色と、オブジェ様の形状を持つ。ステージ中特定の位置にこれらが嵌まる窪み（多くの場合機械的なコンソールである）が設けられており、この窪みに対応した微妙な造形物を用意することによってマップ上の進路が開放される、一種の鍵の役目を果たす。
各地のセキュリティシステムがこうしたインターフェースに統一されている本作の世界観は不自然であるが、ゲーム中でこの点は完全に無視されている。北米で発売された攻略本『killer7: OFFICIAL STRATEGY GUIDE』において須田剛一ディレクターと思われる「Designer」（デザイナー）は微妙な造形物について、深い意味はないと説明している。

## 登場人物
以下の英語表記、出身地、人種、年齢、得物の名称に関する記述は特に注記が無い限り全て『コンプリートガイド』および『Hand in killer7』に基づく。なおこれら資料やゲーム中の英語表記では、日本名や特殊な名称が大文字で表記される（KAEDE Smith、MASK de Smithなど）場合がしばしばあるが、全ての媒体に共通する表記では無いため本項では表記していない。

### スミス同盟と関係者

#### スミス同盟
本編の主人公。スミス姓を持つ8種類の「多層人格」によって構成される暗殺部隊。
スミス同盟は最上位で判断の決定権を持つハーマン・スミスと、その下に位置する実行部隊「killer7」から成る。「killer7」は幹部のガルシアン・スミスの人格と、以下6名のスミスの人格という形で構成されている。
彼らのスミス姓はディレクター須田剛一の愛好するバンド「ザ・スミス」に由来しており、同様の理由から須田の過去作でも「純須（スミス）」「スミオ」といった名を持つ登場人物が登場している。須田自身はスミスと名付けたキャラクターについて「自分の気持ちを一番込められる、また、そういうことを自分自身に宣言するキャラクター」と表現している。
劇中では上記したスミス同盟の他に、別の意味で「スミス同盟」という語が使われる事があるが、詳細は別節物語の真相を参照。また『Hand in killer7』においてゲーム中のスミス同盟は「第二次スミス同盟」とされ、これ以前に多層人格としてディミトリを含んでいた「第一次スミス同盟」、将来的に結成される「第三次スミス同盟」、「第五次スミス同盟」の存在が記述されているが、この項目では第二次スミス同盟について説明する。
ハーマン・スミス(Harman Smith)
声 - ドワイト・シュルツ
killer7の総元帥である謎の老人。60歳。「神殺し」の異名を持つ。介護を必要とする体で車椅子での移動を強いられており、特にスミス同盟総帥として覚醒していない状態では全身麻痺状態で満足に言葉も発せない。覚醒時には動作が比較的俊敏になり、冷静なリーダーとして同盟を率いる。多層人格という超人的な能力に加え、同盟員も知らない（あるいは無視している）多くの秘密を持っており、劇中重要な役割を果たす。
シアトル出身。ドイツ・ポーランド系。ただし『Hand in killer7』ではワイプポート州ニューサウサンプトン（架空の地名）出身のアイルランド系とされる。黒い山高帽にカラーのついた黒の上下という古風な服装をした白髪の老人。簡素な鉄製の車椅子に乗る。「Killer8」モードでの「ヤング・ハーマン」はソフト帽にベージュのスーツという古風なギャングを思わせる出立ちである。
作中「Killer8」モードでも描かれているように元来頑健だったハーマンが車椅子を必要とし未覚醒時には身動きもままならなくなった原因として、『Hand in killer7』では作中時間の数年前に逆上したダンがハーマンを「殺害」したためとされている。
得物は車椅子に組み付けられた対戦車ライフル"GLIDER"。ヤング・ハーマンは得物にサブマシンガンを用い、これには特に名称は設定されていない。
ゲーム中では特定のイベントでしか操作できない（「Killer8」モードのヤング・ハーマンを除く）ため、実質的にノンプレイヤーキャラクターとして物語を牽引する役割を持っている。「Killer8」モードでのプレイヤーキャラクターとしてのヤング・ハーマンは、リロードは遅いが、弾数がきわめて多く連射が効くサブマシンガンの威力と最大の体力を併せ持つ、最強クラスのキャラクターである。しかしレベルアップができない設定になっているためクリティカルロックオンやカウンターアタックが使えず、その意味で中盤以降は他の人格に劣るとも言える。
ガルシアン・スミス(Garcian Smith)
声 - グレッグ・イーグルス
スミス同盟の一員。33歳。実動的な戦闘には関与せず、ハーマンの忠実な部下として依頼交渉と残り6名の統率を任されているkiller7のリーダー格。「掃除屋 (Cleaner)」の異名通り、業者のように淡々と任務をこなす冷静な男。殺し屋ではあるが情を解する人間として描かれており、特に『Hand in killer7』では心優しい男としての性格が強調されている。対外交渉役という性質上、常に物語で各章の起点となるため主人公格の性質が強く、特に物語終盤では重要な役割を担う。「千里眼の指輪」を持ち、スミス同盟が「笑う顔」の都市迷彩を無効化する力の源泉となっている。
マイアミ、メキシコとの国境付近に生まれたとされる。先住民系黒人。現代風に整えられた髪と髭、白いスーツを隙無く着こなす伊達者。身長193cmと、レスラー出身のマスク (185cm) を上回る長身。常に細長いケースを携帯する。
得物はサイレンサー付き小型拳銃"ELECTROLITE"。終盤に入ると拳銃「黄金銃（ゴールドカスール:Golden Gun）」が「復活」、デザインのモチーフはS&W M500とされている。その名の通り黄金色のフレームを持つ銃である。
プレイヤーキャラクターとしては攻撃力が低い上に、血清を使ったスキルアップができず目立った利点もない、使い勝手の悪いキャラクターとして設定されている。だが銃のリロード時間はケヴィンを除いた全人格中最速であり、長身で直立した状態で銃を構えることから非常に高い視点での照準を行い、慣れれば特定の「笑う顔」の腫瘍が狙いやすいという特徴がある（まず通常使用される機会はないが）。
他、他の人格が死亡した際に死体を回収して蘇生させる能力も持っており、ゲームデザイン上では人格死亡時にペナルティとして使用をなかば強制されるキャラクターという位置付けになっている。
ダン・スミス(Dan Smith)
声 - マイケル・ガフ
スミス同盟の一員。33歳。常に余裕あるクールな態度を崩さないが、性質は好戦的かつ高慢で挑発的。対立する他者に容赦が無く「暴君」の異名を持つ。特に不覚を負った相手には敵意を顕にし、ハーマン・スミスやかつての師カーティス・ブラックバーンもその標的の1人である。ハーマンに敵愾心を燃やす一方で、ガルシアンとはある程度協調関係を築いてもいる。
過去に「シアトル自衛団」に所属。カーティスの弟子として殺しを学ぶが、同僚ペドロ・モンタナの策謀でカーティスの手にかかり死亡している。カーティスとの因縁の対決を描く章「邂逅」では物語上の主役と言うべき位置におり、他の章でも別人格と比べ台詞や見せ場が多い。
デトロイト出身。アイルランド系。黒のスーツをワイルドに着崩したファッションが特徴。手に持った拳銃を肩の後ろに預けるポーズがトレードマークとなっている。
得物はリボルバー"HANDSOME DEVIL"。デザインのモチーフはトーラス M44か。グリップに施された凝った装飾が特徴。後に得物として「魔銃（マジュウ:Demon Gun）」が「復活」。魔銃は二連装の銃口と同心円状に薬室が空いた弾倉を持つ特異な形状の拳銃。
ゲーム中では、高い攻撃力を持ったオールラウンドなプレイヤーキャラクターに設定されているが、前半は装弾数、発砲時の照準のブレ、リロードの遅さなどから、他の人格と比較してどれも中途半端な位置づけになってしまっている。しかし、後半魔銃を手に入れてからは装弾数が倍増し、リロード時間も大幅短縮され、非常に使い勝手が良くなる。
特殊攻撃は「魔弾」。「薄い血」を3本消費して破壊力の高い弾を撃つ、いわゆるチャージショットの一種である。特にデュプリケータースマイルやマザースマイルは魔弾でなければ倒すのが困難なため、この能力が重要となる。
楓 墨州(カエデ・スミス, Kaede Smith)
声 - タラ・ストロング
スミス同盟の一員。20歳。陰鬱な性格をした女性で、常に周囲に敵対的な言動をとる。残留思念のミザルはカエデに仕えており、カエデの血液に呼応して使役される。
オレゴン州ポートランド出身。日系人。黒髪のショートカットに、タイトで露出の多いワンピースドレスを着用。ドレスには常に血しぶきの模様があしらわれている。常時裸足。
『コンプリートガイド』では元自民会構成員とされている。『Hand in killer7』ではまた同じく自民会所属の兄がおり、その兄に殺されたという記述がある。同書ではカエデはかつてのマツケンの恋人とも「噂」され、カエデの兄はそのマツケンの指示を受けてカエデを殺害したという。他にスミス同盟のダンとコヨーテの間で乙女心が揺れているとうかがわせる表現もある。
得物はスコープ付き自動拳銃"CONNECTION"。なお、本作の約半年前にカプコンから発売された『バイオハザード4』では、これと同形の銃が「キラー7」という名称で登場している。
ゲーム上では動作が鈍く、特に弾丸のリロードが致命的に遅いなど操作に難のあるプレイヤーキャラクターだが、特殊攻撃のスコープを使った遠距離狙撃は、場所によっては敵から発見されない処から狙撃が出来るなど、随所で効果を発揮する。
特殊能力はリストカットで生じる「血のシャワー」。カエデの血液には「結界」（本来存在しないはずの壁や障害物・血痕が見えて、通過できない箇所、あるいは本質を覆い隠す物）を破壊する力があり、召喚されたミザルの力を借りて結界の破壊・血痕の吸収が行なわれる。
ケヴィン・スミス(Kevin Smith)
スミス同盟の一員。30歳。他人との交わりを嫌う性格であり極端に寡黙で、劇中では一言も発しない。そのため他の人格と比べメンタリティが明確でないキャラクターであったが、後に『コンプリートガイド』で小林プロデューサーは（ケヴィンの引き締まった筋肉質な体格の理由として）ケヴィンはハードゲイであると発言。他に『Hand in killer7』でも最愛の男性を殺害した過去や、高所を嫌い閉所を好むという嗜好、視野の狭さ、暗所で目が光るという特質が明らかにされている。
イギリス出身、ニューヨーク在住。アルビノの男性。銀の短髪にサングラス、上半身裸という出で立ち。極端な猫背である。
得物はナイフおよびスローイングナイフ"DEBASER"。スローイングナイフが主装備で、ナイフは敵接近時のカウンターアタックでのみ使用される。
プレイヤーキャラクター中、唯一（ファイナルマスクを除いて）弾数無制限でリロードの必要がないキャラクター。また攻撃時に照準がブレないというメリットも持つ。攻撃力は非常に低い為、ダメージによる敵撃破は困難となっている。密着に近い状態の「笑う顔」がいたとしても、ナイフを連投すれば、組みつかれる前に次弾を当てる事が出来る程度の連射力は備えているので、これを利用して相手の動きを止めつつ、徐々に照準をずらしていけば、クリティカルヒットを狙うことが出来る。
以上の事から、総じてクリティカルヒットを狙って戦う人格となっている。故に他人格の能力が備わっていない前半では、血液稼ぎ要因として活躍の場も多い。反面、ローリングスマイルなどの変則的な動きをする「笑う顔」などへの対応には向かない人格となっている。
特殊能力は一定時間の「透明化」。透明化中は「笑う顔」に認識されないばかりか、「笑う顔」の体をすり抜けて移動できる。また対物センサーに反応しないため、センサー式のセキュリティ装置の通過が可能になる。
移動速度がコンに次いで早く、ターンはバック宙で反転するという特徴的なものになっている。その為、ターンによる操作拘束時間は長いが、迫ってくる「笑う顔」から大きく距離をとることができる。
特殊攻撃は「二刀投げ（ツインスパークリング）」と、レベルアップにより獲得する「無限刀投げ（シャインスパークリング）」。ともにスローイングナイフの乱れ撃ちによる広範囲攻撃である。ダンの魔弾同様、構えたまま「薄い血」をセットして発射する。
コヨーテ・スミス(Coyote Smith)
声 - ベニート・マルティネス
スミス同盟の一員。28歳。かつては窃盗の常習犯であり、家宅侵入に用いられる身体能力とピッキングの腕前は抜群。その経歴と技能から「小悪党」と評される事もあるが殺しの腕も他にひけはとらず、他の人格と肩を並べている。
南アメリカ出身、ロサンゼルス在住。プエルトリコ系。アロハシャツにジーンズというラフな格好、シャツからのぞく腕のタトゥーが特徴。
『Hand in killer7』においてダンに殺された過去が明らかになっている。劇中では他のキャラクター同様に英語で会話するが、『Hand in killer7』の紹介ではそれらは広島弁だとされている。
得物は改造リボルバー"FREAK SCENE"。
ゲーム上ではダンとコンの中庸程度の特性のキャラクターとして設定されており、プレイヤーキャラクターとしては無個性だがバランスに優れている。
ダンに比べて発砲時の照準のブレが大きいが、リロード時間はガルシアンに次いで早い。序盤ではダンよりも使いやすい人格だが、魔銃が手に入ってからは出番はほぼ皆無となってしまう。
特殊能力「デッドリージャンピング」（呼称は『Hand in killer7』より）による高所への侵入や、主に扉に掛けられた南京錠の解錠など、マップ上の進路開拓に不可欠なキャラクターである。特殊攻撃は破壊力のある「特殊改良マグナム弾」。世界協定で使用が禁止された弾丸とされる。ダンの魔弾の下方互換と言えるもので、「薄い血」の消費は1本。
コン・スミス(Con Smith)
声 - ジュン・ヒー・リー
スミス同盟の一員。14歳.コミックヒーローのハンサムマンに入れあげるなどまだ年相応の幼さが残る性格だが、スミス同盟の面々と飄々渡り合うふてぶてしい一面も持ち合わせる。盲目であるが超人的聴力を持ち、音声情報を視覚化できるため生活や殺しに支障はない。
華僑移民。ルーズなランニングシャツとハーフパンツを着た、小柄で痩せた体躯の少年。目深に巻いたバンダナとヘッドホンで目と耳を覆ったスタイルが特徴的である。
『コンプリートガイド』では孤児出身という経歴と、そのため家族関係に憧れを持っているという側面が明かされている。『Hand in killer7』ではコンはコヨーテを慕い、過去にコヨーテを殺害しているダンには好感情を持たないとされる。同書には他に機嫌が良いと口笛を吹く癖も記されている。
得物は2丁の自動拳銃"DISARM"。フレームには独特の青みがかったカラーリングが施されている。
同盟中唯一の二丁拳銃の使い手で、ゲーム中では連射性にきわめて優れ、また高い敏捷性から移動速度やリロードの速さも随一である。こうした使い勝手の良さに対し、体力面が弱く敵の連続攻撃に晒されれば即死に至る場合もある、ピーキーなバランス設定がなされている。
特殊能力は高速移動で、通常時よりさらに速い移動が可能。移動中のターンも他の人格に比べて圧倒的に早い。またコンでプレー中には、マスクで破壊可能な壁（マスク・ド・スミス参照）がよりプレイヤーに強調されるというメリットも持つ。
マスク・ド・スミス(Mask De Smith)
声 - ミゲル・カバレロ
スミス同盟の一員。38歳。元プロレスラーでベビーフェイスの覆面レスラー出身という異色の経歴を持ち、常にマスクマンとして覆面を着け続ける。同盟に入った後もベビーフェイスらしい礼儀正しく穏健な性格とルチャドールの矜持は変わらず、戦いの中にも子供達の夢を壊さないファイトスタイルを貫く。
ディレクターの須田は熱狂的プロレスファンであり、自作に常にプロレスに関連する台詞やキャラクターを登場させ続けてきたが、特にその傾向が強いのが本作のマスクである。書籍媒体で明らかになっているレスラーとしてのファイトスタイルは、ルチャリブレとランカシャースタイルの融合。ゲーム発売以前に公開されていた設定ではマスクの下の素顔には火傷の痕があるとされ、事実覆面からのぞく素肌にそれを思わせるテクスチャが描かれているが、『コンプリートガイド』で小林プロデューサーはこの設定はアングルであり、素顔は「ガエル・ガルシア・ベルナル似の美男子」であると語っている。
メキシコ、アルバカーキ出身。レスラーマスクを着用し、マントを付けた白スーツという姿で登場する。スミス同盟の中で唯一、パワーアップにより大きく外見が変化するキャラクターであり、「邂逅」の章では「メインイベンター」としてスーツを脱ぎ試合中を思わせる半裸の姿に変化。さらに「分身」の章ではボディスーツ状に覆面から体まで全身を包む人間離れしたデザインのコスチュームに変更（ゲーム中この形態に名は付けられていないが、『コンプリートガイド』では「ファイナルマスク」と呼ばれる）。「笑顔」の章では伝説の「鉄仮面」のマスクを受け継ぎ、ファイナルマスクのスーツの上にオーバーマスク状に金色のマスクとコスチュームパーツを身に付けている。初期状態およびメインイベンター時は章ごとに覆面のデザインが変わっている。
得物は2丁のグレネードランチャー"DREAM ALL DAY"。銃把にワンポイントで覆面のイラストが描かれているのが特徴。
プレイヤーキャラクターとしては最大の体力（ヤング・ハーマンを除く）と最強の破壊力を持つが、動作が鈍く装弾数が実質的に1発（両手のランチャーを同時に撃つため）で撃つ度にリロードが必要という欠点もある。特にグレネードランチャーは攻撃範囲が非常に大きい反面、通常のHSの部位破壊や腫瘍狙撃が一切できず、血清の収集に適さないというゲーム上重大な難点を抱えており、ゲーム前半では扱いにくいプレイヤーキャラクターである。しかし「邂逅」の章以降はマスクのグレネードのみが弱点扱いとなるプロテクトスマイル・シリーズが登場する他、「分身」の章終盤でファイナルマスクに変化すると弾数無制限となるなど、ゲーム後半でその真価を発揮する。
特殊能力は障害物の破壊。ひびの入った壁にグレネード弾を打ち込み破壊する事ができる他、マップ上の特定の障害物をプロレス技やトレーニングの応用で除去できる。特殊攻撃は「電撃弾」及び「集束弾」。それぞれグレネード弾に電撃や空間の歪みを付与する効果を持ち、バックスマイルなどの手軽な駆除方法、およびプロテクトΖスマイル、プロテクトΖΖスマイルの唯一の駆除方法となっている。ダンの魔弾同様、構えたまま「薄い血」をそれぞれ1～2本消費して発射する。またファイナルマスクとなって以降は「薄い血」5本という大きな消費で特殊攻撃「ファイナルサーカス」が可能となる。コスチュームの胸の射出口からミサイルが大量に発射されるという攻撃で、破壊力は絶大である。

#### スミス同盟の関係者
クリストファー・ミルズ(Christopher Mills)
声 - バート・フリン
情報屋。49歳。合衆国政府に雇われ、主にkiller7（ガルシアン）とのパイプ役として政府の依頼を伝える。腕は劣るが、殺し屋でもある。仕事上の付き合いとは言えガルシアンの良き理解者であり、自身も殺しの世界に身を置く立場ながら達観しきれずガルシアンに心情を吐露することも。劇中ではガルシアンを愛称「ガルシー」と呼ぶ唯一の存在。情報屋という仕事柄、合衆国政府の陰謀に接触し、選挙戦に秘められた真実を知ったがために政府筋から暗殺される。
シアトル出身。スコットランド系。黒のハイネックとベージュのジャケットというややラフな出立ち。カーマニアで劇中でも3台のスポーツカーを乗り換える。うち1台は「雲男」の章に登場するスーパーカーと同型で、『killer7: OFFICIAL STRATEGY GUIDE』においてこの車はミルズが裏ルートから入手した同一の車輌である事が明らかになっている。この車はミルズの死後、ガルシアンが受け継いでいる。
『Hand in killer7』では少年時代にカーティス・ブラックバーンの情報屋として働いていた事や、その縁でダンとも古くから知り合うも、そりが合わない仲である事が記されている。『電撃PS2』に連載されていた小説版に、当時の様子が描写されている。
サマンサ・シットボーン(Samantha Sitbon)
声 - ハイジ・アンダーソン
アルバイトでハーマンを介護する大学生、あるいはハーマンに仕えるメイド。19歳。劇中ではこの2つの顔が使い分けられ、いずれが真実の姿とも捉えられないように描かれている。物語終盤に謎の「失踪」を遂げるが、彼女の生死はおろか、その意味は多くの解釈の余地を残し定かではない。
主にハーマンの非覚醒時には学生の姿、覚醒後にはメイドの姿で現れる。大学生としてのサマンサは現代的なファッションで介護対象のハーマンを虐待する自堕落かつ性悪なサディスト。その一方、メイドとしてのサマンサは質素なエプロンドレスを着用し感情を顕にせずハーマンに忠実に仕える良き部下である。
ゲーム中ではハーマン部屋でセーブを行なうためのキャラクターとして機能する。マップ中のハーマン部屋の位置によってはメイドではなく学生の状態で現れるが、この場合のサマンサはゲーム上何の役にも立たない。
ジョニー・ギャノン(Johnny Gagnon)
鳩書簡の執筆者とされる人物。劇中にその姿は登場しないが、鳩書簡の文章は若々しく、自らを「秒殺で射精してしまう」スピードスターと称する茶目っ気も見せている。依頼人「エミール」に対しkiller7に関する調査報告を送り続けるが、一向に支払われないギャラに徐々に苛立ちを募らせ、次第に依頼人の殺害を企てるようになる。しかしエミールとスミス同盟の間のある特殊な関係により、彼は「サマンサ」を名乗る人物に殺害される。
劇中では鳩書簡にしか登場しないため、現実に存在する人物なのか疑わしい面もあるが、『Hand in killer7』の年表において、少なくとも殺害しうる存在であることが認められている。
ギャリー・ワンダラーズ(Gary Wanderers)
サマンサが「失踪」した後、後釜としてハーマン部屋に現れた老執事。イワザルの説明によればこの道50年の生真面目な男で、サマンサの上役にあたるとされる。
タキシードに鼻眼鏡の老人。一見してかなりの高齢に見えるが、背筋のすらりと伸びた紳士である。
ディミトリ・ナイトメア(Dimitri Nightmare)
「笑顔」の章においてホテル・ユニオン7階に登場する人物。ゲーム中は名前が登場せず、終始無言であり、およそ起こす行動といえば帽子を手渡す程度のことしか無かったため、全くの正体不明の存在であった。姓名は『Hand in killer7』が初出。同書の人物紹介では「ハーマンの後見人」とされている。
外見上は中年あるいは初老の男性。『Hand in killer7』に掲載された年表ではディミトリはハーマンが最初に殺した相手であり、最初の多層人格であると記載されている。同年表ではディミトリは「三つ目の男」と描写され、またエミール・パークライナーの誕生と同時期に「消滅」しているとあり、エミールと因縁浅からぬ関係であることもほのめかされている。
エミール・パークライナー(Emir Parkreiner)
ネバダ州出身。「ハートランド」の異名を持つ殺人鬼。犯罪の遺伝子を持つとされ、国立コバーン小学校において殺しの英才教育を受ける。ホテル・ユニオンを中心とした連続殺人事件の実行犯であり、スミス同盟と重要な関係を持つ。ゲーム中、実質的には「笑顔」の章にしか登場しないが、その存在は序盤より示唆され続けている。

### 残留思念
死者の怨念、情念が世俗に固執した形。一種の幽霊のような存在である。ゲーム中では主に半透明の姿で登場し、スミス同盟に世界観の説明やゲーム攻略のヒントを与えることが多い。
劇中、イワザルはスミス同盟に殺られた人物が残留思念となると説明しているが、実際には同盟と無関係な死者も残留思念として登場している。
この節ではゲーム開始時から一定のパターンに従い複数回現れる残留思念についてのみ説明するが、作中では他にデポール、ウルメイダ、キバとクララ、キスギ、カーティス、ハンサムブラック、キーン、ミルズが残留思念として登場する。
イワザル(Iwazaru)
本名（自称）ヴェンツェル・ディル・ボリス7世・イワザールスコフ (Vincel Dill Boris VII Iwazaruscof)。ハーマンに仕える残留思念。killer7の行く先々に現れて、「御主人様（マスター） ヤバイです」などといった敬語と口語が入り交じる独特の口調で助言を与える。常に締め括りに使われる「我はハーマンの名の下に…」の言葉通りハーマン・スミスただ1人に忠節を誓っており、他の人格に対しては軽蔑の念を隠さない。一見落ち着いた態度と裏腹に俗な性格をしており、何かと外部に興味を示したり感情的な言動が多い。イワザル自身の言によれば過去ハーマンに殺され、その事を感謝しているという。
赤い拘束着で全身を包み、ギャグボールを咥えて目蓋を縫った本格的なボンデージスタイル。常に中空からロープで吊り下げられた姿で現れる。ポーズも常時固定で右手は口を閉じさせるように人差し指を口の前に立て、左手は相手に触れるか押し止めるかのように胸の前に差し出されている。
ゲーム中では主にチュートリアルや謎解きのヒントを与えるキャラクターで、その性質上最も登場回数が多い。
トラヴィス・ベル(Travis Bell)
第二次スミス同盟において、ハーマンが最初に殺った標的。以来、執拗にスミス同盟の前に現れては時に挑発し、時にアドバイスを与える。「ぶっちゃけ」「実際」という口癖と、語尾に「-だべ」と付けるくだけた口調が特徴的である。
主に黒のタンクトップでリラックスした姿で現れる。眼球の無い剥き出しの眼窩が特徴。タンクトップのコレクターで、登場するたび毎回シャツのプリントが変わっている。
イワザルに次ぐ出現頻度を持つキャラクターで、イワザルがゲーム攻略に関するヒントを多く与えるのに対し、トラヴィスは物語の背景説明を主とする。挑発的ながらどこか憎めないキャラクター性から、イワザルと並んでゲームのマスコット的な存在となっている。
キカザル(Kikazaru)
イワザルの「保証人」とされる残留思念。ハーマンに仕えており、魂弾が存在する付近に静かに現れる事で同盟（プレイヤー）に魂弾の所在を報せている。
イワザルの拘束着に似た白のコスチュームと顔全体を覆うマスクという姿で、中空から手足を吊り下げられた形で現れる。劇中では言葉を発さず、ふっと現れては消える掴み所の無い存在。
オ・ユニオン(Yoon-Hyun)
情報屋の残留思念。情報屋としてはミルズの前任者にあたり、当時の表の顔はユニオンホテルグループ総裁。ホテル・ユニオンで原因不明の死を遂げるもその後残留思念となり、謎がある場所でスミス同盟の前に現れてヒントを与える。「ちょと複雑ね」というような外国語訛りの片言の口調が特徴。
飾り気の無いループタイの簡素なスーツルックで、中年の東洋人らしき風貌。小脇に京劇風の仮面を抱えており、これを撃つと仮面を顔に着け仮面は同盟から濃い血液を吸い取り、「正銘の仮面」となる。正銘の仮面は通常のオ・ユニオンとは別人のように振る舞い、尊大な態度で同盟を「負け犬」と罵るが、より直接的なヒントを与える。正銘の仮面の言葉はオ・ユニオンと違い流暢で、ナンセンスな言葉遊びを得意とする。
ケス・ブラディサンデー(Kess Bloodysunday)
『Hand in killer7』ではスペルはKess Bloody Sunday。名字（意は血の日曜日事件の項参照）の通り休日に死亡した、まだ幼い少年の残留思念。天才的な「殺人習性」の持ち主で、幼くして既に精密爆弾を作れるだけの知能を持っていた。無自覚的に少なからず殺人を犯しており、危険因子として依頼を受けたkiller7に殺られている。本人は自身の死をよく理解しておらず、加えて頻繁に見る悪夢と現実を混同しておりその言葉はしばしば支離滅裂である。その悪夢は予言的な性質を持つのか、killer7が次に戦うボス敵の特徴を言い表しており、プレイヤーにとって敵の攻略のヒントとなる。
血痕のついたシャツと半ズボン、常に恐怖に引きつった表情に見開かれた白目が特徴。『Hand in killer7』年表によればスペイン出身とされる。ゲーム上ではボス攻略の重要なヒントを与える存在で、その性質上唯一メッセージスキップが禁じられているキャラクターである。『コンプリートガイド』の中ではケス本人から読者に向けての謝罪の言葉が書かれている。
スージー・サムナー(Susie Sumner)
少女の残留思念。他の残留思念と異なり、生首だけの不透明な姿で現れる。生前に引きこもりの傾向があり、乾燥機や箱の中など、極端に狭く暗い場所を好んで現れる。発音されないが「ごきげんよう スミスさん(´－`)ﾉ」というように顔文字を混ぜて喋り、主に自分の過去の思い出について語る。その内容は社会性が欠如した暴力的なものであり、話の展開が唐突で感情の浮き沈みが激しい。生前、家族を含む近親者に暴力を振るい殺傷し、政府の監察下で遊離病棟に保護されるも、そこでもたびたび担当者を殺害。最終的に依頼を受けたスミス同盟に殺されている。
出現時、常に指輪（リング）を口に銜えて現れる。スージーは指輪をスミス同盟の「忘れ物」としており、話の途中で同盟に返却する。
ミザル(Mizaru)
イワザルの離婚した元妻とされる残留思念。カエデに仕えており、カエデの血によって呼び出され結界を指さすことで破壊に協力する。ボンデージスーツに身を包んだ女性の姿で、常に目を手で覆っている。
『コンプリートガイド』での小林プロデューサーの発言では、ミザルとイワザルとは愛憎めいた関係であり、二人は性の不一致から離婚したとされる。
カルトメンバー(Cult Member)
「雲男」の章に登場する、ウルメイダの熱狂的信者の残留思念。ウルメイダを「神」と称え、同盟にウルメイダに会うためのヒントを与える。
リーゼントヘアーにピンクのジャンプスーツという奇抜な風体。「雲男」の章ではイワザルはウルメイダのアフロヘアーを生理的に受け付けられないと登場を拒否するため、その代役として登場する。

### 敵対者
天使(Angel)
「天使」の章において多目的施設セルティックを根城とする「笑う顔」の親玉（ボス）。その正体はクン・ランの傀儡である。人間の敵対者「笑う顔」の立場からハーマンを挑発する。
美少女の顔で黒のワンピースドレスを着、背中に天使の羽根を持つという、日本のオタク・カルチャーにおける物語に多く見られる、類型的で通俗的な解釈の天使像の姿をする。加えてその顔は物語世界のイメージと異なる萌え絵調にデザインされており、これらを須田剛一ディレクターはクン・ランがハーマンに向けて行なった悪ふざけだと説明している（『Hand in killer7』より）。
背中の2対の羽を撃ち落すと、血涙を流し醜く微笑んだ表情に一変する。羽の付け根があった箇所にはグロテスクに赤黒いクン・ランの顔が浮き出、この腫瘍が弱点となる。『コンプリートガイド』ではこの状態の天使は「堕天使」と呼ばれる。
クン・ラン(Kun Lan)
声 - ジョー・ララ
国家の転覆を企図するテロリストであり、「笑う顔」の生みの親。各国要人とパイプを持ち、「東の大国」の非公式な指導者とされる。ハーマンにとって因縁の宿敵であると同時に親しくチェスを愉しむ良き友人であり、ハーマンの過去に寄生して存在する「隣人」でもある。年齢不詳。
右手に「神の手」の力を宿しその能力は計り知れないが、一例としてこの手で触れた人間を「笑う顔」に変える事が可能である。ハーマンと対をなす超越的な存在として描かれ、劇中でも瞬間移動や発射された対戦車ライフル弾を素手で掴む超人的な身体能力を見せる。一方、敵役にもかかわらず戦闘描写と呼べる程の描写はほとんど無く、作中の重要な場面にたびたび登場している反面、自身が直接ストーリーに関わることは少ない。
中国・チベッタンの混血。中国チベット自治区出身。緑のフロックコートとシャツを立衿にして着こなす洒落者。極端に青白い体色と真赤な瞳が非人間的である。
『Hand in killer7』ではより詳細なプロフィールが明らかになっており、ここでのクンはマーラ・パーピナーの化身とされる。転生しラサの代議士の息子として生まれるも、その時点で既に成人であり（同書の年表に従えばゲーム開始時点でクン・ランは260歳であるが、年齢不詳とされている）、3歳にして秘密結社の指導者の座に就く。アメリカ留学の後、チベット国籍を失い密入国にて世界各国の裏社会を放浪。当時日本でタクシー運転手も務めているという。
ジャン・デポール(Jean DePaul)
声 - ジェームズ・ホラン
国際倫理機関が派遣した国際A級諜報員。23歳。ジュリア・キスギの抹殺を目的として料亭フクシマの見習いコックに偽装して潜入する。国際倫理機関の思惑はキスギによるトオル・フクシマ暗殺を阻止し、日本の外交政策を対立路線のまま維持させることにあったが、使命は果たせずフクシマ暗殺を許してしまう。しかしこの間にkiller7と「笑う顔」、キスギの三つ巴の混乱の中、フクシマが持つ八雲の奪取に成功。その後、日合会談を阻止する使命を帯びて角ビルに向かうが、標的を目前にしてマスク・ド・スミスに阻まれ自害する。
少年時代マスク・ド・スミス（プロレスラー当時）のファンだったが、長じてプロレスのショー的な側面に疑問を抱き一転してプロレス批判派に転向。しかしその心情は愛憎半ばする複雑なものであり、残留思念となった彼はマスク・ド・スミスに敗れることで再びプロレスへの愛を取り戻したという。
端正な面立ちの青年。初登場時はコックの姿、後に戦闘服姿で現れる。得物は二丁拳銃。
敵キャラクターとしては「落日」後編に登場。通路の死角を利用したヒット・アンド・アウェーで攻撃する。銃弾の直撃ではダメージにならないが、頭上の梁を銃撃で叩き落として直撃させればデポールは敗れ自害する。
ジュリア・キスギ(Julia Kisugi)
自民会に雇われた殺し屋。22歳。トオル・フクシマ暗殺のため秘書として潜入し、料亭フクシマでのハーマンとの会談中の隙を突きフクシマを銃殺。燃え盛る料亭からの脱出中「趣味」でkiller7と決闘を行ない、敗北。身に付けていたペンダントに仕込んだ小型爆薬で自害した。平凡な幸せを享受できない殺し屋の人生に疲れており、死後残留思念となったキスギは敗北をむしろ喜んでいる。
眼鏡をかけ黒髪を後ろにまとめ、ビジネス向けのレディーススーツという機能重視の簡素なファッション。得物は軽量カスタム化した45口径の二丁拳銃。
「落日」前編のボスとして登場。一対一で銃を撃ち合い、制限時間1分の間にどちらがより多くの命中弾を当てたかによって勝負が決まる。難易度によってはあまり命中弾を撃たないが、隠しモード「Killer8」では全弾が命中弾となる。
ヒロヤス・クラハシ(Hiroyasu Kurahashi)
シンヤ・アキバ(Shinya Akiba)
それぞれ通称クララ、キバ。ともに国連会の重鎮。その手を汚しながらも戦後日本の復興を担った老獪な男たちである。「落日」後編で日本転覆を目前にマツケンの責任を追及し、逆上したマツケンに頭部を撃ち抜かれるが、この時すでに2人はクン・ランの手で非人間化しており死ぬことは無かった。2人はクン・ランによって覚醒したマツケンに次代を託し、無念を晴らすため合衆国の尖兵であるkiller7と対決。返り討ちに遭うも日本に懸ける意地や執念は死後も衰えず、残留思念となってなお悟り切ることがなかった。
クララはスーツ姿の大柄な男性、キバはノーネクタイで禿頭の老人といった容姿。マツケンに頭を撃ち抜かれて以降、頭蓋が半分吹き飛び血塗れの凄絶な姿のまま行動する。
ボスキャラクターとして2人セットで登場。咳とともに露出した脳から脳漿を弾き出し、プレイヤーキャラクターに向けてぶつけようとする。戦闘中、2人は基本的に銃弾を受け付けないが、唯一クララのネクタイに当たり判定があり、ネクタイを撃って弾き飛ばすと傍らのキバがネクタイを直すために横を向く。このネクタイを直している間だけキバの脳にある核（コア）がプレイヤーの方を向き、攻撃が可能となる。核を撃ち続けてキバが斃れた後は、クララが時々倒れたキバの方を向いて嘆くのだが、この時にクララの核が剥き出しになる。これを撃ち続けることでクララも斃れる。
このあまりに奇抜で異様なボス戦のアイデアを須田ディレクターが三上プロデューサーに伝えたとき、三上も「なんでそんなことを考えついたんだ?」と言わずにおれなかったが、結局は須田の発想を尊重しそのままゲームに採り入れる事になったという。
アンドレイ・ウルメイダ(Andrei Ulmeyda)
声 - カム・クラーク
巨大企業「ファーストライフ」会長兼CEO。27歳。元はしがない郵便局員だったが、「八雲当時内閣政策論」の一部を入手しファーストライフを創設。会社は一躍人気企業となり、自身も本社のあるウルメイダ・インターシティのカリスマ的存在に。死のリスクを体感しなければ生の実感が得られないという死生観の持ち主で、世界中のあらゆる致死性の病原体に感染しては治癒するという危険を冒し続けてきた。しかし潜在的な「笑う顔」となった彼はこの克服が不可能と知り、人気アイドルのライブ会場を爆破するという過激な挑発でkiller7に自分の捜索を要求。対面を果たしたkiller7に、自分を「笑う顔」化した時に殺すよう涙ながらに依頼する。「笑う顔」化したウルメイダは理性を失い暴走したがkiller7に駆逐された。
アーカンソー州出身。テキサス州在住。大胆なアフロヘアーに「TEXAS BRONCO」（「テキサスの荒馬」の意）とプリントされたTシャツという前時代的なファッション。「雲男」の章のボスキャラクターとなる「笑う顔」化したウルメイダの体からは無数の触手が伸び、頭からアフロヘアーが分離。アフロヘアーはウルメイダの体と触手で繋がって中空に浮き、赤色の核（コア）として唯一の弱点となる。
カーティス・ブラックバーン(Curtis Blackburn)
声 - アラスター・ダンカン
殺し屋。59歳。過去「シアトル自衛団」に所属し、同団員だったダン・スミスにとっては殺しの師匠にあたる。そして弟子である当時のダンを殺したのもこの男である。シアトル自衛団から脱退の後、合衆国官公庁に潜伏。裏では移民局を通して孤児の人身売買や臓器売買で私腹を肥やしていた。少女を性対象とするペドフィリアで、孤児のうち女子は引き取って自邸に囲い、さらには少女達を殺し剥製にした上で自室の壁に並べるという猟奇的な行為にまで及んでいる。
「邂逅」の章冒頭でカーティスは人身売買ルートを独占したペドロへの報復として移民局を襲撃し虐殺を行なうが、この行動が政府の不興を買い、killer7の暗殺対象とされる。ペドロ自身にも制裁を加えた後、私邸でダン・スミスと対決。一騎討ちの決闘に敗れ、過去手にかけた少女達のように剥製にされた。カーティス自身のダンへの評価は複雑で屈折しており、死後に残留思念となったカーティスの言葉からは、いずれ自分を殺す敵手としてダンを望んでいたと見られる節もある。
シアトル出身。イングランド系。白髪に髭のダンディな男だが、白地に青のアクセントが派手なジャンプスーツを着用。得物は自動拳銃2丁（移民局襲撃時は1丁）。銃身に施された金のエングレーブが特徴。
「邂逅」後編のボスキャラクターであり、肩に留まった鳩が飛び立つのを合図に早撃ちで勝負するという決闘を行なう。
アヤメ・ブラックバーン(Ayame Blackburn)
声 - 細野雅世
カーティス・ブラックバーンの養女であり、カーティスが育て上げた暗殺者。16歳。カーティスを守るためkiller7の前に2度立ち塞がる。
カーティスの趣味か、日本の女子高生の制服のようなブレザースタイルのコスプレに、萌え絵調の顔が描かれたマスク（「天使」の姿が伏線となり、これが素顔でなくマスクであるという事実は2度目の対決終了までプレイヤーに意識されない）で武骨なサブマシンガンを構えた異様な出立ち。登場時に必ず美少女戦士物アニメめいた見得を切り、その時の自称は「教育的指導促進委員会会長（ヘッドマスターニートガール） アヤメブラックバーン・サバイブ」（しかもセリフは作中唯一の日本語ボイス）。2度目の敗北後に絶命し、その際にマスクが取れて素顔が明らかになる。
得物はサブマシンガン。「邂逅」前後編に現れ、高速移動とサブマシンガンの乱射でプレイヤーを撹乱する。暗闇の中では攻撃を一切受け付けない特性を持っており、プレイヤーはマップ中に点在する明かりの下にアヤメが現れるのを待って攻撃しなければならない。
「邂逅」冒頭のカーティスの移民局襲撃シーンで、アヤメのマスクの下の素顔と酷似した女性が登場しているが、その女性とアヤメが同一人物であるかの表現が作中では描かれていない為、不明となっている。
ハンサムマン(Handsomeman)
「匿名仕置戦隊“ハンサムマン”(the Punishing Rangers the HANDSOMEMAN)」。『コンプリートガイド』ではスペルは 'Handsome man'。ZTTコミック社（ムービーに映るコミックの表紙ではZK COMICS）の週刊アメリカンコミック「AMAZING!! HANDSOMEMAN」の主人公である架空のヒーローチーム。及び、現実に存在し事件を起こす犯罪集団。総員9名。大手広告代理店エレクトロ&ライン社の広告戦略の元、コミックの展開が現実に起きるというメディアミックス展開が行なわれていた。コミック版のアーティスト（作家）はトレヴァー・パールハーバー。劇中でミルズが、ハンサムマンは合衆国軍部が開発した対「笑う顔」兵器だという噂を口にするが、事実関係は不明である。
コミックでの予告通り民産党幹部スティーブ・サンダーソンを殺害。エレクトロ＆ライン社の指示でトレヴァーを抹殺するが、同時にkiller7と遭遇。この時ハンサムブラックが殺害されるが、その後コミックの予告通りkiller7と対決、ブロードウェイで果死合（ハタシアイ）を行なう。killer7を「鬼畜地獄殺戮魔道隊」と呼ぶ。
アメリカンコミックとしては異色の、日本の戦隊ヒーロー風の色違いの無個性なコスチュームに全身を包んでいる。マスクは頬と口が露出しているデザインになっているが、劇中言葉を喋る間もこの口が動かない。カラーリング以外の最大の個性はマスクのデザインで、目元のバイザーの分割数が各人で異なっている。以下、バイザーの分割数と対応するメンバー名、特徴を列記する。
1. ハンサムレッド - リーダー格。果死合第1死合でハーマンと戦い敗北。対戦車ライフルを相手に打ち込めば一撃で決着。
2. ハンサムブルー - 果死合第6死合でダンと戦い敗北。首から下を何発打ち込んでもお互い斃れることはないが、一発頭部に当てれば決着。
3. ハンサムライトブラウン - 女性。果死合第4死合でカエデと戦い勝利。リロードをすると決着。
4. ハンサムデッド - デッドは重い色の意か。コスチュームは赤茶色である。メンバー中最も身長が高い。果死合第5死合でケヴィンと戦い勝利。
5. ハンサムパープル - メンバー中唯一肥満した体形。果死合第7死合でマスクと戦い敗北。グレネードランチャーの打ち合いで一度はマスクが斃れ敗北するかと思われたが、ファイナルマスクとなり復活。その後は新技となるファイナルサーカスを打ち込むことで決着となる。
6. ハンサムホワイトパール - 小柄な体形。果死合第2死合でコンと戦い勝利。
7. ハンサムブラック - 果死合より前に一人ダンと対決し敗死する。
8. ハンサムピンク - 女性。果死合第8死合でガルシアンと対峙するが、ラブ・ウィルコックスの干渉により中断。
9. ハンサムゴールド - 果死合第3死合でコヨーテと戦い敗北。足を撃つと決着。

バイザーから光線を発射する「ハンサムウィンク」「ハンサムビーム」を得意技とするが、果死合では相手の武器と同じタイプの武器を使う。
果死合はゲーム上のボス戦のように演出されるが、実際には予め勝敗が決められた強制イベントである。相手が此方と全く同じ構え・動作をする関係で、普段は主観になるためわかりにくいkiller7の攻撃時のポーズを正面から見る事ができる。発砲タイミングもプレイヤー操作と同時に行われている。
グレッグ・ナイトメア(Greg Nightmare)
合衆国文部省長官。合衆国の選挙システムにまつわる陰謀に加担していたが、マツケンによってコバーン小学校の体育館ステージで首吊りにされる。死後「笑う顔」として覚醒し、ブラックヘヴンスマイルを生み出しkiller7を絶命寸前にまで追い込む。
得物は黄金銃（ゴールドカスール）。極端に肥満した体形でスーツ姿。ボス戦では首吊りになったまま黄金銃でプレイヤーキャラクターを狙う。この時、振り子を弾く要領でナイトメアの体が激しく左右に揺れるように銃撃すると、遠心力でズボンが脱げる。露出した脚部は「笑う顔」の体表のように赤紫に変質しており、股間には赤い核（コア）が弱点として存在する。腕しか動かない（実質散発的に銃を撃つ事しかしない）ため攻略は比較的容易いが、核を破壊すると下半身が四散し、その傷口からブラックヘヴンスマイルが7体発生する。

### 重要人物
トオル・フクシマ(Toru Fukushima)
声 - ジム・ワード
日本政府与党「国連会」総裁。61歳。茶人の道への憧れからワシントンの和風料亭フクシマのオーナー業を営む。国連会で最大の発言力を持ち、合衆国政府との外交交渉を主に行なった。かつて「八雲当時内閣政策論」を生んだ「7人会」の一員であり、当時の党幹部による会の強引な解体と論文の秘匿という挫折を味わっている。
日本の合衆国への依存体勢からの脱却を企図し、安全保障条約の終結を目的とした強気の外交に乗り出すも、反対勢力の野党自民会が雇った殺し屋ジュリア・キスギに銃殺される。
質素な和装の老人。国連会を纏め上げるだけの人物であり、ハーマン・スミスと対等に語り合える「客人（フィクサー）」であった。
ヒロ・カサイ(Hiro Kasai)
声 - ロビン・アトキン・ダウンズ
自民会に雇われている情報屋。52歳。合衆国内の日系コミュニティに精通していた。日本へのミサイル着弾を目前に合衆国政府と自民会の間で調整に奔走。会談を阻もうとするジャン・デポールの抹殺をスミス同盟に依頼するも、日合会談はデポールと無関係に合衆国政府の土壇場の裏切りによって破談に。この結果の制裁か、後にマツケンによってビルの屋上から転落死させられる。
禿げ上がりかけた頭髪と飾り気の無い眼鏡にスーツの、一見さえない痩せ形の男性。死亡時の姿はブリーフと靴下だけの半裸で、乳首にピアスを付け、口にボールギャグを咥えた変態的な格好であった。
ケンジロウ・マツオカ(Kenjiro Matsuoka)
声 - スティーヴン・ブルーム
通称マツケン。国連会統括本部長で、若手実力者と目されていた。30歳。「落日」後編に登場。日本のミサイル危機の責任をキバとクララに追及され、逆上し2人に銃を向け自害を図るも、その場に現れたクン・ランの「神の手」で「開眼」させられる。開眼後それまでの感情的で重圧に脆い面が消え、「笑顔」の章ではフクシマ、クララ、キバ亡き後の国連会を支える唯一の幹部として再登場する。この時マツケンは1千万人の日系移民の票を束ね、合衆国選挙に多大な影響を及ぼしうる人物として合衆国各党から熱い視線を送られる存在となっている。しかしマツケン自身は日本へのミサイル着弾を許した合衆国に報復する機会をうかがっており、合衆国文部省長官グレッグ・ナイトメアを暗殺し大統領選挙に隠されたシステムを破壊する。
クン・ランの薫陶を受けた身であり日本の復讐のためにはテロをも辞さないが、その行動は「笑う顔」タイプのテロとは異なりより政治的で、自身も「笑う顔」との関係には一線を引いている。最終章「獅子」に至るまでに国際連合への強い働きかけにより合衆国の立場を危うくしており、この章でプレイヤーがマツケンを生かすか殺るかの選択によって終盤の展開にある程度大きな変化が起こる。
広島県出身で口調には広島なまりがある。スーツに角刈りのいかつい姿。
トレヴァー・パールハーバー(Trevor Pearlharbor)
コミック作家。27歳。原作版（コミック版）ハンサムマンの生みの親である。自分が描いた物語が現実に起こっていく様を見て自身の特別な能力と誤解し（実際は広告代理店エレクトロ&ライン社の仕掛けた広告戦略であった）、増長して超一流アーティストを気取り広告代理店との関係を悪化させる。またハンサムマンの行動を危険視した合衆国政府からもkiller7を差し向けられ、アトリエで新作の執筆中にダン・スミスとハンサムブラックが闖入。直前までkiller7対ハンサムマンのストーリーを描いていたトレヴァーは無邪気にハンサムブラックの勝利を疑わなかったが、コミックの筋書きとは異なり代理店の意向によって、彼自身がハンサムブラックに殺害された。
ぼさぼさの寝癖頭によれたシャツの、いかにもナード風な外見。ドミニカ共和国にアトリエを持ち、アトリエに通じる門の鍵はハンサムマンのコスチュームのカラーチャートを順に入力することで開くという、自分とコミックマニアだけが開ける構造になっている。
ラブ・ウィルコックス(Love Willcox)
声 - デビ・デリーベリー
アンダーグラウンドのインターネット界で活躍するシナリオライター。16歳。シナリオと現実をリンクさせる才能を持ち、エレクトロ&ライン社に依頼されハンサムマンが主人公のゲーム『killer7 ONLINE』のシナリオを執筆していた。トレヴァー・パールハーバーとは親友で、トレヴァーを切り捨て殺害したエレクトロ&ライン社に復讐を誓う。
プラチナブロンドの美少女の姿で描かれる。『Hand in killer7』では引きこもりの女子高生とされる。
ベンジャミン・キーン (Benjamin Keane)
声 - スティーヴン・ブルーム
国立コバーン小学校の現校長。69歳。合衆国大統領となる野望に燃え、校長室で出会ったガルシアン・スミスに、自身が勝利すればスミス同盟に現職大統領を暗殺させるという条件のロシアンルーレット対決を挑む。この時キーンは6発入りの銃と見せかけ7発入りの銃を使用するというトリックを仕掛け、1、3、5回目をやり過ごし勝ちを宣言するが、トリックを見抜いたガルシアンに6回目の引き金を引かれ、進退窮まり最後の1発を撃って死亡した。
「女を100%口説く必中術」が自慢のスーツ姿の堂々とした紳士。しかしロシアンルーレットが回を進めるにつれ、死のプレッシャーと大統領の座に近付く興奮を見苦しいまでに顕にする。

### 脇役・端役
スペンサー(Spencer)
合衆国参謀。「落日」の章に登場。日本に向けられてミサイルが発射された際に大統領へホットラインを使用し判断を仰いだ。
クラモト(Kuramoto)
オオタ(Ohta)
ともに日本自民会議員。「落日」後編に登場。角ビルで行なわれた日合会談に出席し、飼い犬と見下す合衆国のジェファーズ、ダッドリーらと麻雀の卓を囲んでの会議を行う。会談を始めるより前に自民会と合衆国民産党の間では話が纏まっており、この会談の結末も予め安全保障条約の延長とミサイルの迎撃という形に決められていた筈だったが、土壇場で合衆国がこのシナリオを破棄。クラモトとオオタは日本の命運を賭けて分不相応なネゴシエートに挑む羽目になる。
もとより会議を捨てている相手との会談は噛み合わず、平行して続いた麻雀の勝負では鳴き続けて裸単騎からの清一色（門前であれば九蓮宝燈になる形）を和がるも（この一連のシーンは麻雀劇画『哭きの竜』のオマージュである）、フリテンに気付かずチョンボとなる。これが最後の一押しとなり会談は決裂し、銃を抜いた4名全員の相撃ちとなる。
ジェファーズ(Jeffers)
ダッドリー(Dudley)
ともに合衆国民産党議員。「落日」後編に登場。角ビルの日合会談に出席する。2人は会談を破談に終わらせたい合衆国の捨て駒として送り込まれており、彼らがサルと見下すクラモト、オオタらとは最初から妥協点を探る意思を持たなかった。思惑通り会議は難航し、最終的に銃を抜いた4名全員の死という結末を迎えた。
ガブリエル・クレメンス (Gabriel Clemence)（声：クリス・コックス）
ファーストライフに勤めるウルメイダインターシティ住人。「雲男」の章に登場。ウルメイダに「今日のラッキーマン」に選ばれた事を無邪気に喜ぶが、その役割は死亡速度計測（デッドドライブ）、すなわち超高速で走るスーパーカーのGに人体がどこまで耐えうるかを調べる実験であった。この実験で運良く生き残ったクレメンスはウルメイダの「死のリスクによって生の実感が得られる」とする思想を理解し、ウルメイダの死後にその血の雨を舐めて遺志を継ぐ。その後の消息は不明である。
メリル・リンチ准将(General Lynch)
合衆国緊急対策防衛室に所属する軍人。「雲男」の章に登場。killer7の動向を追い、軍隊を引き連れウルメイダを捕獲。ウルメイダが「笑う顔」化する前に処理しようとしたが、駆除に失敗し覚醒したウルメイダの血の雨を浴びて死亡する。
ペドロ・モンタナ(Pedro Montana)
合衆国移民局の人身売買の黒幕の一人。「邂逅」後編に登場。孤児の取引ではカーティスが女子を、ペドロが男子を扱うという暗黙の了解が結ばれていたが、「笑う顔」の被害で孤児の絶対数が減り、なおかつ「笑う顔」の材料としての臓器需要が高まったために、カーティスを裏切り男女に関係なく市場を独占する。この結果カーティスの怒りを買い、一家を惨殺された末に憤激の中銃殺された。
過去にダン・スミスやカーティスと同じくシアトル自衛団に所属。自衛団では資金を横領し、その罪をダンに着せてカーティスに殺させている。
エド・マカリスター(Edo Macalister)
ホテル・ユニオンのフロント係。36歳。「笑顔」の章に登場する。物腰丁寧なホテルマンで、一度来た客の顔はすべて覚えていると自称。ホテルを訪れたガルシアン・スミスの顔を記憶していた。最初の登場時は不意に姿を消し、次の登場時には何事も無かったようにガルシアンに新聞を渡している（この2回がエドの全ての登場シーンである）。
本来はghm作品『花と太陽と雨と』に登場した、ホテル「フラワー・サン・アンド・レイン」の支配人であるが、カメオ出演として本作中にもよく似た役職で登場している。
リンダ・バーミリオン(Linda Vermillion)
声 - Jennifer Hale
ヒットウーマン。「笑顔」後編に登場。「国を守る者」を自称し、国家の秘密を知りすぎたミルズを殺り、同時にkiller7の新しい情報屋となったという。しかし彼女の言動は合衆国の国益や政府への依存を否定しており、合衆国政府に雇われた情報屋としては不自然な面がある。
黒のコートの下は素肌に近い大胆な服装の美女。劇中一度しか登場せず、その行動には謎が多い。

### 笑う顔（ヘヴンスマイル）
クン・ランの「神の手」の力によって生み出された、「笑う顔」あるいは「ヘヴンスマイル」と呼ばれる生体兵器。「HS」とも略される。高い破壊力のある自爆能力（自らも死亡する）を武器に人間を襲い、クン・ランの目的である「テロリズムのためのテロリズム」を実行する。ゲーム中ではプレイヤーキャラクターに接近して自爆することでダメージを与える存在。
元は人間であり多くは人に近い姿形を持つが、肌の色や質感が人間と大きく異なる。また笑顔のように頬まで大きく割けた口と、そこに生えた鋸状の牙が特徴。ヘヴンスマイル化した人間は暫くは人の姿と知性を保つが、その思考は殺戮を好む。人間の体を捨てて完全にヘヴンスマイル化して以降は、非理性的で無差別に人間を襲うようになる。
多くは「都市迷彩」を備え、肉眼ではほぼ透明に映る。しばしば笑い声をあげる習性があり、ゲーム中では姿の見えない「笑う顔」を駆除する上でこの声が重要な攻略の鍵となる。大半の「笑う顔」には「腫瘍」と呼ばれる弱点があり、この部位にダメージを受けると一撃で死亡に至る。
『Hand in Killer7』では、「笑う顔」の生産拠点はアジア某所であり、「神の手」を科学的に模倣したシステムによる「工場」での量産体制が整っているとされている。また「笑う顔」は恒常的な悦楽状態にあり、それが発せられる笑い声の要因となっている旨も記されている。
以下の解説のうち英語名は、英語版『Killer7』での呼称。
ヘヴンスマイル(Heaven Smile)
もっとも基本的な人型のHS。プレイヤーキャラクターを認識すると徒歩で接近し、近距離で飛びつき自爆を図る。これは他の多くのHSにも共通する特性である。
「ヘヴンスマイル」はHS全般を指す語でもあるが、その場合は「笑う顔」にルビで「ヘヴンスマイル」、あるいは単に「笑う顔」「HS」等と表記し、この種単体を指す場合はルビなしの「ヘヴンスマイル」と記すことで主に区別される。
ツバキスマイル(Camellia Smile)
イワザルいわく「内通者」で、スミス同盟の特殊能力の使い処に現れることでヒントを与える。本来白色の姿であるが、全身が血液（「裏切り者の洗礼」）まみれで、それが咲き乱れる椿のような紅白の模様に見える。
倒せば大量の血液が採取できるが、部位破壊は不可能。またプレイヤーキャラクターが一定距離まで近付くと、悲鳴をあげて逃走し自爆するため駆除が困難となる。
デュプリケータースマイル(Duplicator Smile)
都市鎮圧用に改造されたHS。巨大な体を木の根のように周辺に張り巡らせている。他のHSと違い、体が固定されているため移動はしないが、体内で卵スマイルを生成して吐き出し続ける。
黄あるいは赤の「核（コア）」が唯一の弱点だが、それぞれも非常に耐久性が高く、ダンの魔弾がほぼ唯一の効果的な破壊方法である。ステージが進むごとに持つ核の数も増えていき、全て破壊しない限りデュプリケータースマイルは駆除できない。
卵スマイル(Egg Smile)
デュプリケータースマイルまたはマザースマイルから産まれたHS。文字通り卵の形状を持つ。「卵スマイル」の名称は劇中には登場しないが、『Hand in killer7』で公式にこの呼称が認められている。
卵の形態のまま転がり、ダメージを受けるか一定距離までプレイヤーキャラクターに近付くと殻が消え、中からヘヴンスマイルが出現する。このヘヴンスマイルは通常のものよりも採取できる血液が少ない。
フラワースマイル(Flower Smile)
例外的にゲーム中では一切名前が登場しないHS。つややかな体色の他に目立った外見的特徴の無いHSだが、部位破壊不能であり、またダメージを与えるだけで血液が採取できるという特性を持つ。
血液の色はその体色に準じており、採取時は散る花びらのような様子となる。
ミクロスマイル(Micro Smile)
HSのエネルギー供給をまかなう運搬者。翼のように巨大化した掌と背中の噴射装置で空中を浮遊する。黄色と黒、あるいは赤と青の縞模様を帯びている。
小型かつ脆弱で、一撃で駆除が可能。「黒×黄」を駆除すると休眠状態の全人格が覚醒し、体力が完全に回復する。「赤×青」は膨大な血液を持つ。ともに駆除するメリットは高いが登場頻度が低く、移動速度が速いため撃ち漏らしやすい。ミクロスマイルが自爆してもダメージにはならないが、画面が一時的にフラッシュしプレイヤーの視界を奪うことになる。
ランニングスマイル(Running Smile)
例外的にゲーム中では名前が登場しないHS。ヘヴンスマイルに良く似るが、走るという行為が可能なHS。標的を感知すると呼吸に似た声を発しながら走って接近してくる。プレイヤーキャラクターとの距離が縮まれば自爆に至る。
スピードスマイル(Speed Smile)
「天使」の羈絆門にのみ出現するHS。前屈みの異様な姿勢のまま高速で接近し自爆する。首に腫瘍を持つ。
そのスピードのためにダメージを逐一与えている猶予がなく、腫瘍を狙撃して一撃で駆除する必要があるが、移動中は頭を激しく上下に振り続けているため狙撃も困難である。
ヘッドボムスマイル(Bombhead Smile)
広範囲の爆破を目的として開発されたHS。弱点である頭部にカバーを備え、これを開閉しながら迫る。カバーに攻撃が当たると周囲のHSすら巻き込む大爆発（エラーヘッドボム）が発生する。
スパイラルスマイル(Spiral Smile)
HSの改造における失敗作で、子供ほどの高さを持つ球形という異様な形態をしている。鈴に似た音を立てながら低速で転がるのが移動方法。球形の表面にはHSの顔が直線状に並んでおり、このうち緑色の星形で囲まれた顔が唯一の弱点である。
移動速度の鈍さから危険性は少ないが、回転移動するという特質上、弱点が攻撃範囲から隠れてしまう場合が多い。弱点が顔を出すまでは（マスクのグレネードランチャーを除き）無敵であるため、狭い場所に追い詰められれば脅威となる。
アナザースマイル(Another Smile)
人型だが四足歩行するHS。通常時は天井に張り付いて低速で移動し、敵を感知すると地面に落下して高速で這い寄ってくる。
ファントムスマイル(Phantom Smile)
頭部・右手・左手のうちいずれかが異常に肥大化したHS（イワザルはこれを妄想が膨らんだためと言い、ケスは「あそこが異様に大きい」と意味深に表現している）。巨大化した部分を攻撃すれば一撃で駆除できるが、それ以外を撃てば目の前に瞬間移動してほぼ回避不能な自爆を行なう。
ダイビングスマイル(Diver Smile)
背中にロケット装置を備えており、中空から落下して出現する。着地して以降は通常のヘヴンスマイルと同様である。
ポイズンスマイル(Poison Smile)
体から毒ガスのような霧を噴出するHS。腫瘍以外への攻撃で打ち倒しても駆除されず、何度でも立ち上がる不死性を持つ。唯一腫瘍への攻撃が有効であり、一撃で駆除できる。
マザースマイル(Mother Smile)
デュプリケータースマイルの亜種。デュプリケーターとは違い小型で、根のような触手こそあるものの床に固定されていないため、長い腕を使った歩行ができる。デュプリケーターと同じく卵スマイルを無尽蔵に吐き出す能力も。腹部にある「核」が弱点だが、これもデュプリケーター同様にダンの魔弾以外は効果が薄い。
移動可能なためプレイヤーキャラクターに接近して自爆する性質も持ち、かつ通常のHSより遠い位置で自爆を始めるため、素早い対応が要求される。
バックスマイル(Backside Smile)
両腕に鎌状の翼を持ち、足を持たないHS。浮遊しつつ低速で接近し自爆を図る。極めて硬度が硬く、前方からの攻撃は効かない（マスクのグレネードランチャーを除く）。弱点のコアは背中にあるため、その攻撃にはまず翼や腕、肩を撃って体を回転させる必要がある。
ウルメイダスマイル(Ulmeyda Smile)
ウルメイダ・インターシティのみに出現する、ウルメイダの熱狂的ファンのHS。テレポートで出現し、一定のラインを走行した後再びテレポートで消失する。着用している「TEXAS BRONCO（テキサス・ブロンコ）」とプリントされた黄色のTシャツ全体が弱点。Tシャツ以外を攻撃すると、ヘヴンスマイルのようにプレイヤーキャラクターに向かって歩いて自爆を図る。
駆除すると血液以外に、コイン（「雲男」で必要になるアイテム）を1枚入手できる。
ジャイアントスマイル(Giant Smile)
人間に数倍する巨大な体躯と一つ目を持つHS。弱点はこの「眼（チャクラ）」だが一定間隔で瞼が開閉しており、閉じている間は弱点とならない。攻撃方法は相手に覆い被さるように体を倒しての爆発。
プロテクトスマイル(Protector Smile)
がっしりした体格の上に装甲を備えたHS。腫瘍や弱点を持たず、ほとんど全ての攻撃を無効化する。しかし火に弱く、マスクの通常弾ならば一撃で駆除可能。
ブロークンスマイル(Broken Smile)
背中にミサイル状の巨大な推進装置を持ち、飛行して接近・自爆を図る。HSに過重な推進装置を取り付けただけの強引な仕様のため、飛行は低速かつ低空飛行、壊れたような蛇行ルートを描いて飛ぶ。
弱点は推進装置の赤い「操縦席（コクピット）」だが、その蛇行飛行ゆえに狙撃は困難。
プロテクトΖスマイル（プロテクトゼータスマイルスマイル） (Protector Ζ Smile)
プロテクトスマイルの亜種で、白色の装甲が特徴。出火対策を施してあり、マスクの通常弾も無効化する。その反面制御系が脆弱化しており、マスクの電撃弾を使えば一撃で駆除できる。
名前はΖガンダム由来とされている。
セラミックスマイル(Ceramic Smile)
「邂逅」でミステリーハウスのボスとして登場するHS。ゴリラのような体形と岩状の肌を持つ。胸の赤いハートマークだけが弱点で、そこ以外はあらゆる攻撃を受け付けない。
頑強な体とは裏腹に臆病な性格であり、銃で照準されていることに気付くと身を翻して逆方向に逃げ出すという特性がある。そのため、反転中に即座に弱点を狙撃しない限り、生息場所「クルクル9」の円環状の地形と相まって行ったり来たりを繰り返し続ける。
ミスリルスマイル(Mithril Smile)
全身に硬い鎧をまとったHS。鎧は破壊可能だが、破壊後には中からヘヴンスマイル・ランニングスマイル・フラワースマイルのいずれかが出現する。
鎧の隙間にある腫瘍を撃てば、鎧に関係なく一撃で駆除可能。名のミスリルは架空の金属名。
プロテクトΖΖスマイル（プロテクトダブルゼータスマイル）(Protector ΖΖ Smile)
プロテクトスマイルの亜種で、赤く光る装甲が特徴。プロテクトΖスマイルを改良し「自己動力源」を備えており、マスクの電撃弾でも効果はない。マスクの収束弾によって動力を逆転させ、自爆を誘発するのが唯一の駆除方法。
名前はΖΖガンダム由来とされている。
レーザースマイル(Laser Smile)
縦に立てたベッドに移動用の滑車を取り付けたような形状の、ぞんざいな造りの拘束具に縛り付けられたHS。この措置はHS自身が改造を拒んだためとイワザルは説明する。
口から発射するレーザーが武器で、一撃で腫瘍を破壊しないかぎり遠距離から即時大ダメージを受け得る危険なHSである。レーザー発射後は自壊する。
ローリングスマイル(Roller Smile)
仰向けで足首を手で掴み、円状の姿勢をとったHS。この姿勢のままタイヤのように回転して移動する。鳥の鳴き声に似た独特の声も特徴。
高速で転がるため、クリティカルロックオンのスキルを持たない限り腫瘍の狙撃は困難である。
タイマースマイル(Timer Smile)
「笑顔」でホテルユニオンの羈絆門にのみ登場するHS。体表に8ヶ所の赤い核を持つ異様な形状。核をすべて破壊しなければ駆除できないが、7ヶ所目まで破壊した時点で錯乱し高速移動を始め急接近・自爆しようとする。
ギャラクティカトマホークスマイル(Galactic Tomahawk Smile)
「笑顔」で国立コバーン小学校の羈絆門にのみ登場するHS。巨大で、何体ものHSが融合したかのような姿形を持つ。ギャラクティカトマホークスマイル自体は移動しないがミサイルを激しい頻度で発射する。
ミサイルは低速で撃ち落とすことも可能だが、ミサイル攻撃の合間を縫ってギャラクティカトマホークスマイルを攻撃するのは困難である。ダンの魔弾あるいはマスクのファイナルサーカスであれば一撃で駆除できる。
ブラックヘヴンスマイル(Black Heaven Smile)
「笑顔」で国立コバーン小学校のイベント戦闘にのみ登場するHS。斃れたグレッグ・ナイトメアの身体から現れた全身黒色のヘヴンスマイル。
ガルシアンの黄金銃を除くあらゆる攻撃が無効化され、さらに1度の自爆で人格1名が死に至る。
ホッパーマン(Hopperman)
「hopper7」モードにのみ登場する、一種のお遊びキャラクター。ghmのシンボルマークの姿を模したデザインで、バッタの着ぐるみを着た中年男といった風体である。
ゲーム開始直前に「最強凶悪な“笑う顔”」と称されているが、これは諧謔であり実際は体のどこを撃とうと一撃で駆除される、実質的に最弱のキャラクターである。他のHSの都市迷彩とは異なり、半透明の姿で現れる。

## 物語の真相
「分身」終盤の展開
「分身」の章終盤において、唐突に舞台がニューヨークに移動し格闘ゲームめいた決闘シーンが展開され、ハンサムピンクはラブ・ウィルコックスとなりガルシアンと会話する。ここでガルシアンが「ゲームの中の世界が現実と繋がってしまった」と考えているように、この決闘シーンはオンライン上にアップロードされたゲーム『Hardboiled Shooting killer7TM ONLINE』の一場面であり（この事は後に流れるエンディング画面でより強調される）、同時にガルシアンとラブにとっての現実である。ラブは現実と虚構をクロスオーバーさせる能力を持つシナリオライターであり、エレクトロ&ライン社に利用されていた。同社にトレヴァーを殺された仇討ちを誓ってラブは姿を消し、クン・ランは遊んでいた『killer7TM ONLINE』の電源を消してこの章は完結となる。
ラブのその後について作中では語られないが、『コンプリートガイド』において小林プロデューサーは、ラブは単身エレクトロ&ライン社を「潰しに行った」と表現し、また1クリエイターであるラブの大手メディアとの戦いは困難な道のりとなるであろうことも示唆している。
合衆国選挙の陰謀
「笑顔」の章では2つの謀略が平行して語られる。1つは合衆国で行なわれる大統領選挙にまつわる陰謀である。合衆国では多く、大統領選挙会場に学校が選ばれる。各地の学校を統括する文部省は開票直前にこの票をすり替え、文部省の望む結果を出していた。すなわち大統領は実質的に文部省の傀儡であり、国家を動かしているのは文部省長官だったという事になる。マツケンは「笑顔」の章で現職の文部省長官グレッグ・ナイトメアを絞殺し、合衆国の屋台骨を揺るがそうとしている。
『Hand in killer7』中の年表には、ハーマンがコバーン小学校の設立者であり、また同校で合衆国初の大統領予備選が行なわれた事が記されている。この事からハーマンが合衆国建国以来、大統領選出に関わってきた事が分かる。
八雲会の存在
国立コバーン小学校で得た情報によって「笑顔」の章におけるもう1つの陰謀、「八雲会」の存在が明らかとなる。同校は「ある他国」の支配下にあり、生徒は偏向した英才教育を施され、優秀な者が八雲会会員に選出されるという。八雲会の目的は合衆国の中枢に浸透し、国家を積極的な派兵・武力行使に導くことにある（これはゲーム発表当時のアメリカの対外政策のカリカチュアである）。八雲会を組織した国家は作中明らかにされていない。
コバーン小学校に保護されたエミール・パークライナーもまた八雲会の影響下にある。しかしその一方で、彼はホテル・ユニオンで八雲会を標的として6名（スミス同盟）を射殺しており、『コンプリートガイド』でプロデューサーの小林はこの6名は国家機密に接触したためにエミールに暗殺されたと説明している。
多層人格の条件
『Hand in killer7』では、一時的にハーマン・スミスの主治医となったグラハム・マカリスター博士の手記という形で、具体的に多層人格についての説明が加えられている。ここでは多層人格の交替人格は（いわゆる多重人格の交替人格と異なり）実在の死者をもとに構成されるとされ、劇中「笑顔」の章での描写に裏付けを与えている。
他にハーマンが任意の死体を意思の力で粒子化し、自己の体内に吸収する「儀式」によって多層人格が構成されること、また多層人格の形成にあたり死体はハーマンの肉体に「適合」しなければならず、不適合者は残留思念となること等が書かれている。ただしこの説明自体がマカリスター博士の一人称で書かれた主観に基づく手記という設定であるため、虚構や誤謬を含む可能性も本文中で指摘されている。
エミール・パークライナーの正体
序章よりその存在が仄めかされた「エミール」は、「笑顔」の章において徐々に正体が顕になっていく。コバーン小学校でプレイヤーは犯罪の遺伝子を持つ少年エミール・パークライナーが戸籍を改竄され、同校でハーマンらしき人物に教育を受けた事を知る。さらにホテル・ユニオンでガルシアンが過去の事件を追体験する一連の映像によって、殺人鬼「ハートランド」ことエミールが6名の男女（後のkiller7）を殺していく様が語られる。ここでガルシアンの正体が記憶を失ったエミールである事が明らかになり、ガルシアンはエミールと相対し、自己のアイデンティティを再構築する事となる。
劇中でガルシアンが相対するエミールのビジョンは少年のものであり、額に第三の目を持つ（これは『Hand in killer7』においてディミトリとの関連性を強くうかがわせる材料にもなっている）。エミールは生来持つ犯罪の遺伝子と偏向教育の結果、わずか13歳にして完璧な殺人鬼となっており、政府の管理下で殺人を行った。ホテル・ユニオンでの連続殺人の後、エミールはハーマンに「保護」され、ガルシアン・スミスとしてkiller7の一員となっている。
ホテル・ユニオンで起こった「killer7」
エミール・パークライナーによるホテル・ユニオンでの6人連続殺人事件と、コバーン小学校での変死体発見事件（犯人の名は劇中では伏せられているため、本当にエミールの仕業であったかは不明である）を併せて、被害者の人数から付けられた「戒名」がkiller7である。
被害者達は（作中主人公として描かれるスミス同盟とは別に）「スミス同盟」と呼ばれる集団で、主宰を含め7名から成る存在であった。そのメンバーがダン、カエデ、ケヴィン、コヨーテ、コン、マスクら後の第二次スミス同盟の構成員であることは「笑顔」の章の回想で明白である。主宰について劇中では名前が挙がらないが、『killer7: OFFICIAL STRATEGY GUIDE』においてハーマンが主宰であったと明らかにされている。各殺害の詳細は下記の通りである。
- ホテル・フロント - ケヴィン、フロントで勤務中に振り向きざま射殺される。
- ホテル・Room#203 - コン、部屋の窓際で外の様子に注意を向けていた所を背後から射殺される。
- ホテル・Room#306 - マスク、シャワー中に室内に闖入され射殺される。
- ホテル・Room#404 - カエデ、逃げ込んだ部屋のクローゼットで扉越しに射殺される。
- ホテル・Room#502 - コヨーテ、エミールと交戦状態になり部屋で待ち伏せしていた所を、隣室のバルコニーから迂回してきたエミールに窓越しに射殺される。
- ホテル・Room#601 - ダン、エミールと対峙し互いに突き付けた銃を撃ち合うも、エミールに届かず射殺される。
- コバーン小学校 - ハーマン、校長室の金庫の中から死体となって発見される。

ゲーム中ではこれらは「八雲会を狙った犯行」と表現されているが、『コンプリートガイド』『Hand in killer7』では暗殺対象が「八雲密議会」あるいは「密議会」という表現に変わっている。小林プロデューサーは『コンプリートガイド』において、密議会と八雲会は直結した存在であるとしているが、この表現の変遷について特に説明はない。なお『Hand in killer7』中の年表によればスミス同盟7名が暗殺された後も密議会自体は存続している。
劇中「笑顔」のラストシーンで、ガルシアンはホテルの屋上で当時のエミールという自己の鏡像に出会い、このエミールはガルシアンに第三の眼を撃たれるというトリガーを経て口中に銃を銜え自害する。
ガルシアンの鞄
ガルシアン・スミスは常に鞄を携帯し、死体回収時には人格の首が入った袋を鞄に入れて回収する。一方「笑顔」の章ラスト直前、自身がエミールであることを理解し錯乱したガルシアンは、手元の鞄を開く（この伏線として、章序盤にエド・マカリスターが鞄に言及している）。この時鞄の中には、スミス同盟の人格6人分の武器が入っている。
この矛盾する2つの描写の意味するところには大きく解釈の幅があるが、解釈に正誤の答は与えられていない。
戦艦島の内部
終章「獅子」でガルシアンは朽ちたビル群の中にある広場「コロシアム」に到達する。ここは過去、羈絆門の中継地として通過してきたコロシアムと同様の場所で、他のkiller7は素通りしてきた中央階段をガルシアンがこの時はじめて下りることになる。地下の通路の先はハーマン部屋とガルシアンの家に繋がっており、これまた素通りしてきた扉から地下室に下りると、そこには最後の「笑う顔」がいる。
その物理的な位置とスペースの異常さから、終章以前に登場していたハーマン部屋が内的世界の表現あるいは何者かに用意された虚構の類であったことは明白である。一方この章で描かれているハーマン部屋が現実の存在なのか、それともこれもまた虚構なのかは一切がプレイヤーの想像に任せられているが、このハーマン部屋が戦艦島のコロシアムの地下に存在する事が手掛かりの一端にはなろう。『killer7: OFFICIAL STRATEGY GUIDE』では戦艦島のコロシアム（ここでは羈絆門を含む）について、精神的な絆が集束される場所と説明されている。羈絆門はハーマンの意識の一側面でもあり、同時にクン・ランの想像上の場所でもあり、また実存する「笑う顔」の工場という一面も持っているという。
ラスト・ショット
戦艦島にいる最後の「笑う顔」がラスト・ショットである（呼称は『Hand in killer7』より）。ラスト・ショットの死により世界から「笑う顔」は根絶される。「獅子」の章においてガルシアンはラスト・ショットを追い詰めるが、その姿はイワザルの着ていたボンデージスーツに酷似する。そして黄金銃で撃ち抜かれ倒れたラスト・ショットの顔はクン・ランそのものであった。
イワザルの正体がクン・ランであったのか、あるいはクン・ランがイワザルの姿を使ってガルシアンを最後まで弄んだのか、明快な解答はプレイヤーに与えられない。
ハーマンとクン・ランの関係
二人は劇中しばしば描写されるように親しげにチェスをする友人であるが、同時に利害の一致しない敵同士でもあると公言されている。その要因は二人の思想あるいは立場にあるとされ、『Hand in killer7』においてディレクター須田剛一は両者はそれぞれ国家（ハーマン）とテロリズム（クン）を象徴する存在であるとしている。「獅子」の章ラストで一旦二人の戦いは（ガルシアンあるいはエミールという個、異物によって）絶たれたかに見えるが、その100年後、二人は何事も無かったかのように再び戦いを始める。これは須田自身が「終わりなき戦い」と表現している。
こうした比喩を措けば劇中、二人は目に見えた戦いをしない。作中でハーマンとクン・ランが直接対決する場面は常にハーマンがクン・ランに効果のない銃弾を撃つばかりであり、二人はkiller7と政府・「笑う顔」などを駒として遊んでいるかのように描かれている。作中で両者の胸中が明確に描写されることは無いが、『Hand in killer7』で須田が「天使」の章におけるクン・ランの行為を「出来心」「冗談」と評している。
マツケンとガルシアンの選択
「獅子」の章においてプレイヤーの操作するガルシアンがマツケンを殺さなければ、彼の根回しによって国連軍が合衆国を攻撃する。マツケンを殺せば弱体化した日本を合衆国が消滅させる。対照的な結果であるが、どちらも100年後に上海で再びハーマンとクン・ランの戦いが始まる事に変わりはない。これはマクロな視野で見れば日本や合衆国の興亡も、国家とテロ（言い換えればハーマンとクン・ラン）の戦いの歴史の一断面に過ぎない事を示している。
ディレクターの須田自身は作家として過去から一貫してマルチエンディングに否定的な立場を取っていたが、『Hand in killer7』において須田はこの選択を、本作を世界規模で発売する上で用意した「経緯」であるとしている。
サマンサの素性
サマンサの姓名は劇中「サマンサ・シットボーン」とテロップで表記されているが、鳩書簡中に現れる署名には「Samantha smith」（サマンサ・スミス）と綴られている。スタッフロールのキャスト表記においても同様に「Samantha Smith」であった。この差異について劇中では無視されているが、『Hand in killer7』の年表ではハーマンの下僕としての人格が「サマンサ・シットボーン」、一時的な（killer7が活動休止中の）戦闘人格が「サマンサ・スミス」であると書かれており一つの説明となっている。
同年表では密議会と何らかの関係を持つと考えられる「女の殺し屋」がスミス同盟を壊滅に追い込んだ末、ハーマンに倒された事件が書かれているが、年表にはこの一件とサマンサ・シットボーンが多層人格に取り込まれた事が併記されているため、「女の殺し屋」がサマンサであったと強く匂わせる記述となっている。
ハーマン・スミスとハーマン・デルタヘッド
『Hand in killer7』の年表中に、「ハーマン・デルタヘッド」という人物が登場する。これは劇中登場しなかった名であるが、元来はハーマン・スミスの本名だとされる。殺し屋となりディミトリによって多層人格に目覚めたハーマンはスミス姓を名乗り、一方彼の中のディミトリを拒絶した人格は「ハーマン・デルタヘッド」として分離、別行動を取ることとなる。

スミス同盟の構成
『Hand in killer7』のインタビュー中で須田は、劇中で描かれているスミス同盟の主人格は実はガルシアンであり、この際のハーマンは「死者の実体化」という能力を持つ人格だとしている。すなわちガルシアンがハーマンに仕えている状態は（物語上の必然であると同時に）この支配関係を隠すミスリードという事になり、この説明はガルシアンの家の中でのハーマンの相反した扱われ方とも符合する。ただし、須田はこの発言の直後に発言自体が嘘である可能性をも示唆している。
Jaco's Report
「Jaco's Report」または「Jaco Checkbox's Reports」は『Hand in killer7』の人物紹介ページに併載された小説である。Jaco Checkbox（ジャコ・チェックボックス）と名乗る人物がエミール・パークライナーに宛てたメッセージという形式の一人称小説で、掲載されたページの人物紹介に関連した物語が語られるという趣向になっている。作者はフリーライターの大岡まさひ。『Hand in killer7』中、本編のストーリーに関わるテキストの中では唯一の記名原稿となっている。
Jaco's Reportの中で、ジャコは「笑う顔」に妻子を殺された復讐に燃え、「最後の一体」を倒すために事象の連鎖反応を起こそうとする（この背景には膨大なデータを基に未来予測を行なうコンピュータプログラム「ミス・ジェイコブ」の存在があるが、その予測自体も八雲を始めとする「絵図」の影響下にあるという）。ウルメイダとカーティスはジャコの思惑通り暴走し、ジャコはサマンサを傀儡としてガルシアン以下killer7の行動を操作する。この物語の中では28年前に日本・合衆国・東の大国の3国が描いたシナリオの下に全てが進行し、同時に因果律の制御という不可能事が生んだ歪み、異分子である「笑う顔」とkiller7は無意識的にシナリオを破壊しようとする（その戦いの結末がゲームのエンディングであると言える）。
作中ジャコ自身が言及する所によれば彼のメッセージには重大な虚偽がちりばめられているとされ、この物語のうち何が真実なのかがきわめて曖昧にされている。唯一ジャコ本人が真実と認めるメッセージでは、ジャコの正体がエミールの知るきわめて近しい女性であることが示唆されているが、これが誰を示すのかは完全に伏せられている。

## 受賞歴
- （日）週刊ファミ通 プラチナ殿堂[11]
- （米）IGN GameCube Best of E3 2005 Awards（ゲームキューブ・ベスト・オブ・E3・2005・アワード） Best Adventure Game（最優秀アドベンチャーゲーム）[12]
- （日）週刊ファミ通 2005年ゲーコロ的ベスト・オブ・イヤー[13]
- （米）GameSpot Best of 2005（ベスト・オブ・2005）より
  - Best New Character（最優秀新キャラクター） ハーマン・スミス[14]
  - Most Innovative Game（最優秀革新的ゲーム）[15]
  - Best Story（最優秀ストーリー） ノミネート[16]
  - Best GameCube Game（最優秀ゲームキューブ用ゲーム） ノミネート[17]
  - Most Outrageous Game（最高に目茶苦茶なゲーム） ノミネート[18]
  - Most Gratuitous Use of F------ Swearing（最高に無闇に吐かれたF××××××な悪態） ノミネート[18]
- （欧）Eurogamer Reader Top 50（読者が選ぶトップ50） 19位[19]
- （米）IGN The Best of 2005 GameCube（ベスト・オブ・2005・ゲームキューブ部門）より
  - Best Adventure Game（最優秀アドベンチャーゲーム）[20]
  - Best Story（最優秀ストーリー）[21]
  - Best Game No One Played（最優秀斬新なゲーム）[22]
  - Game of the Year（ゲーム・オブ・ザ・イヤー） 次点[23]
  - Most Innovative Design（最優秀革新的ゲームデザイン） 次点[24]
  - Best Artistic Design（最優秀グラフィック） 次点[25]
- （欧）EDGE THE EDGE AWARDS 2005（エッジ・アワード・2005） visual and aural inventiveness（ビジュアル・オーディオ・デザイン）[26]
- （欧）RESET Besta Manus 2006（最優秀シナリオ）[27]

## コミック版
Devil's Due Publishingより刊行されたコミックシリーズ。ゲーム本編の難解な物語がよりわかりやすく再構成され、「天使」から「雲男」中盤までを追う。脚本はRex Mundi (Dark Horse Comics)シリーズのArvid Nelson。作画はBong Dazo。カバー・アートをSanford Greeneが手がける。

## 小説版「killer is dead ～殺し屋は死んだ～」
本作のディレクター須田剛一自らが執筆した小説版。『電撃PS2』誌上で連載された。主人公の一人、ダン・スミスのシアトル時代の活躍、師カーティスとの出会い、ヘヴンスマイルの登場を描く。全7回の予定で、6回掲載された後に最終回直前企画として須田へのインタビュー記事も組まれたが、その最終回は掲載されなかった。約10年を経た2016年1月にファミ通.com上にて4回まで再連載されたが、現在も未完。2013年に発売された『KILLER IS DEAD』とは同名だが関連性は無い。

### あらすじ
舞台は1973年7月のシアトル。シアトルを牛耳るカスティリオーニ・ファミリーと、「新興愚連隊」であるカーティス・ブラックバーンとの静かな対立が続く中、カスティリオーニ一派に雇われていたフリーの殺し屋シゲキ・バーキンにカーティスからの「死の宣告」が届く。生き延びる手段を模索するシゲキの前にダン・スミスが現れる。

### 登場人物
シゲキ・バーキン　
小説版における主人公。29歳。シアトル裏社会の住人で、殺人にバットを用いる事から「バットマン」「安打製造機」の異名を持つ。
『Travis Strikes Again: No More Heroes』では主人公の一人「バッドマン」として登場する。細かい設定は異なっているがダンとの因縁は引き継がれている。
サマヨル
常に笑顔を浮かべる謎の人物。何度殺されても蘇り、他人に感染して増殖する。
ダン・スミス
killer7の人格の一人。ハーマン・スミスによってシアトルに送り込まれた。口の利き方が気に入らないという理由でシゲキの手を撃つなど、ゲーム中と変わらず傲岸な振る舞いを見せる。シゲキ曰く、「本塁打計算機（コンピュータ）」。
カーティス・ブラックバーン
シアトルでその名を知らないものはいない大物マフィア。トップの座を虎視眈々と狙う。
マリオ・カスティリオーニ
幾多の部下を従える、シアトル暗黒街のゴッドファーザー。
ラズウェル
カスティリオーニ・ファミリーの一人。
フィリップ
カスティリオーニ・ファミリーの一人。
クリストファー・ミルズ
各勢力の垣根を越えて情報や仕事を提供する少年。カーティスやシゲキも彼の得意先である。愛車はリンカーン。
ペドロ・モンタナ
カーティスの専任弁護士。新婚。
クラウディア・デッカー
図書館司書。バーキンの意中の人。